# Nintendo Switch
Nintendo Switch (ニンテンドー スイッチ Nintendō Suitchi?) es una consola de videojuegos desarrollada por Nintendo y lanzada a nivel mundial en la mayoría de las regiones el 3 de marzo de 2017. Lanzada a mediados de la octava generación de consolas, Switch sucedió a Wii U y compitió con PlayStation 4 de Sony y Xbox One de Microsoft; también compite con las consolas de novena generación, la PlayStation 5 y Xbox Series X/S.
Nintendo considera a Switch una consola híbrida. Se puede utilizar como consola de sobremesa con la unidad principal insertada en una estación de acoplamiento para conectarla con un televisor. Alternativamente, puede ser extraída de la base y utilizada de forma similar a una tableta a través de su pantalla táctil o colocada sobre una superficie gracias a su soporte plástico integrado siendo así visible por varios jugadores.
La Switch utiliza dos controladores inalámbricos llamados en conjunto Joy-Con, que incluyen cuatro botones de acción estándar y un joystick direccional, así como sensores para la detección de movimiento y retroalimentación táctil de alta definición, aunque se diferencian en algunos botones y características adicionales. Dos Joy-Con pueden conectarse uno a cada lado de la consola para usarse como consola portátil, conectarse al accesorio Grip proporcionado junto a la consola para usarlos como un mando más tradicional o ser utilizados individualmente en la mano como el mando Wii y de esta forma usarse con juegos multijugador locales. También puede utilizar ciertos controles inalámbricos y/o alámbricos que no incluye la consola, adoptado como Pro Controller, que incluyen las mismas características que los mandos tradicionales a excepción de que este incluye detección NFC para Amiibo y vibración HD.
Los juegos para esta consola y otras aplicaciones están disponibles como cartuchos físicos ROM de flash y como distribución digital y no utilizan bloqueo de región. 
El concepto de la Switch surgió como reacción de Nintendo a varios trimestres de pérdidas financieras en 2014, atribuidas a las malas ventas de su consola anterior, la Wii U, así como una mayor competencia en el mercado de los juegos para dispositivos móviles. Posteriormente, el presidente de Nintendo, Satoru Iwata, incitó a la compañía en la dirección de los juegos móviles y la creación de un hardware totalmente nuevo.
El diseño de la Switch está dirigido a una amplia demografía de jugadores de videojuegos a través de sus múltiples modos de uso. Nintendo optó por utilizar componentes electrónicos más estándar, como un procesador basado en la línea Tegra de Nvidia, para hacer el desarrollo de la consola más fácil para los programadores y más compatible con los motores de juego existentes. Como la Wii U había tenido dificultades para obtener el apoyo de estudios externos, dejándolo con una débil biblioteca de juegos, Nintendo buscó el apoyo de muchos desarrolladores y editores para ayudar a construir la biblioteca de juegos de la Switch junto con los títulos propios de Nintendo, incluyendo muchos estudios de videojuegos independientes. Antes del lanzamiento, Nintendo había anunciado que más de 100 títulos estaban en desarrollo por 70 desarrolladores.
Nintendo vendió más de 2,74 millones de unidades de la consola en su primer mes de estar a la venta, superando la proyección inicial de 2 millones de unidades que hizo la compañía y convirtiéndose en la consola de sobremesa que más rápido se ha vendido de su historia. Las ventas de la Switch estaban muy ligadas a las del videojuego aclamado por la crítica The Legend of Zelda: Breath of the Wild, que se puso a la venta el mismo día que la consola en todo el mundo.
El 20 de septiembre de 2019, se lanzó al mercado una versión revisada de Nintendo Switch, manteniendo el tamaño de la versión "antigua" y con una mayor duración de la batería. Esto gracias a una nueva batería recargable de iones de litio de 13,6 Wh (vatios-hora), mientras que la primera versión era de 16 Wh. 
Una consola sucesora, la Nintendo Switch 2, que incluye una pantalla más grande y otras mejoras, además de compatibilidad retroactiva con los títulos de la Switch, fue anunciada el 16 de enero de 2025 y está prevista el 5 de junio de 2025.

## Historia
La consola fue anunciada el 17 de marzo de 2015 en una conferencia de prensa para anunciar una colaboración entre Nintendo y DeNA. El 27 de abril de 2016, Nintendo anunció su intención de lanzarla en marzo de 2017, pero también se informó que la consola no sería mostrada en el E3 2016, siendo presentada más tarde en ese mismo año. Tiempo después se anunció que Just Dance 2017 también será lanzado en esta consola y Nintendo también informó que no sería mostrada en el Tokyo Game Show de septiembre de 2016. El 23 de julio de 2016, Sega anunció el lanzamiento de su nuevo juego Sonic Forces (anteriormente conocido por su nombre en clave Project Sonic 2017) para Nintendo Switch, aún con nombre NX, a finales de 2016.
El 26 de julio de 2016, el medio Eurogamer filtró un posible boceto de la consola, constando esta únicamente de una pantalla con controles acoplables a los lados, capaz de ser conectada al televisor y con un soporte físico a base de cartuchos. Los primeros días de agosto de 2016, las compañías de videojuegos Ubisoft y Take Two anunciaron que apoyarán a la consola con videojuegos exclusivos. Además se confirmaría la patente de los mandos acoplables. El 18 de agosto la aclamada empresa de videojuegos Square Enix valoraría la posibilidad de llevar el juego de Dragon Quest Builders al sistema, y además el mismo día empezaría otro rumor relacionado con la misma empresa debido a la popular creencia de que el videojuego Kingdom Hearts III se anunciaría para la consola. Al día siguiente se desmentiría este rumor. El 26 de agosto, el presidente de Nintendo América, Reggie Fils-Aimé anunció que Nintendo no iba a cometer los fallos que cometió con Wii U, además de anunciar que tendrá un extenso catálogo.
El 20 de septiembre de 2016, el director ejecutivo de The Pokémon Company, Tsunekazu Ishihara, mencionó que NX cambiaría el concepto de las consolas de sobremesa y las consolas portátiles. Esta declaración confirma la posibilidad de que sea una consola híbrida.
El 22 de septiembre de 2016, el director ejecutivo de Ubisoft, Yves Guillemot, declaró que "La nueva consola de Nintendo es una máquina fantástica. Es un nuevo modo de acercarse a los juegos, es muy Nintendo, que nos ofrece algo nuevo una vez más. Nos encanta NX".
El 20 de octubre de 2016, mediante un video de algo más de tres minutos, la consola fue presentada bajo el nombre comercial de Nintendo Switch. El elemento más destacado es la naturaleza híbrida del nuevo hardware que puede usarse como consola portátil o como consola de sobremesa. Para ello dispone de controles desmontables que reciben el nombre de Joy-Con.
El 13 de enero de 2017, se celebró en Tokio la presentación oficial de la consola, acompañada de eventos en los que los periodistas pudieron probar la consola. Durante la presentación de la misma se presentaron las diferentes funciones de los Joy-Con, las funciones en línea, las configuraciones de venta, la duración de la batería y la capacidad de almacenamiento así como sus primeros videojuegos: 1-2-Switch, Arms, Mario Kart 8 Deluxe y Splatoon 2, entre otros.
En febrero de 2020, debido al COVID-19, Shuntaro Furukawa, el presidente de Nintendo, confirmó que la producción de Nintendo Switch se retrasó en Japón, principalmente a los Joy-Con y al Ring Fit.

### Desarrollo
Nintendo sufrió en 2014 una de las peores pérdidas económicas de su historia actual, atribuidas a las pocas ventas de hardware contra la industria de los móviles. Anteriormente, la compañía se mostraba hostil contra este mercado, puesto que el entonces presidente Satoru Iwata decía que "Nintendo tendría que cerrar" y perder su identidad si intentaban entrar en él. Tres años antes al anuncio de la Switch, Iwata, Tatsumi Kimishima (entonces, director), Genyo Takeda (asesor de tecnología) y Shigeru Miyamoto (entonces, ejecutivo sénior) diseñaron una estrategia para revitalizar el modelo de industria de Nintendo y esto incluía entrar en el mercado de los móviles, crear nuevo software y "maximizar su propiedad intelectual" Poco antes de su muerte, Iwata hizo una alianza de mercado con la proveedora de servicios para móviles japonesa DeNA para desarrollar aplicaciones de móviles basadas en las primeras marcas de Nintendo, creyendo que esta aproximación no pondría en un compromiso su integridad. Después de la muerte de Iwata en julio de 2015, Kimishima fue nombrado presidente de Nintendo, mientras que Miyamoto recibió el nombre de asesor creativo.
Kimishima dijo que mientras Nintendo pensaba sobre qué nueva máquina querían producir, ellos "no solo querían un sucesor" para la Wii U, sino que se preguntaron "¿qué tipo de nueva experiencia podemos crear?". En una entrevista en el diario japonés Asahi Shimbun, Kimishima dijo que la Switch estaba diseñada para ofrecer una "nueva manera de jugar" que tendría "un impacto superior al de la Wii U". El presidente de Nintendo of America, Reggie Fils-Aime, enfatizó en la recepción de la consola como un dispositivo que provee a los jugadores la opción de jugar en casa o en cualquier lugar y aseguró que esto animaría a los desarrolladores a crear nuevos tipos de juegos. El nombre de "Switch" (lit. "interruptor") fue escogido no solo para referirse a la habilidad de la consola de intercambiar el modo de portátil al de sobremesa, sino a "la idea de tener un 'interruptor' que cambia la manera en que la gente hace su entretenimiento en su vida diaria". Una parte clave de la publicidad de la Switch es que tiene que ser "clara como el agua a la hora de comunicar qué es el producto y qué puede hacer", según Fils-Aime, para evitar problemas parecidos a los que tuvieron con la Wii U. Mientras la Wii U estaba diseñada como una consola de sobremesa, la carencia de claridad de Nintendo sobre el tema trajo a la confusión general sobre que la consola era más bien un Gamepad, solapando las otras funciones que Nintendo agregó con la Wii U como el juego con dos pantallas. Al contrario, para la Switch, Fils-Aime ha dicho que la compañía ha sido "muy agresiva y claramente comunicando la propuesta que es una consola de sobremesa que puedes llevarte allá donde quieras".
El desarrollo de la Switch continuó la estrategia del océano azul de Nintendo para el competitivo mercado de las consolas. En vez de probar a competir función por función con las ofertas de Microsoft y Sony, Fils-Aime dijo que el objetivo de Nintendo para la Switch era "crear productos y experiencias que son únicas y que realmente no pueden ser copiadas por nuestros competidores". Según Miyamoto, el desarrollo de la Switch en Nintendo estuvo dirigido por trabajadores jóvenes, con él diciendo que "es como si ellos hubieran sacado adelante y diseñado este sistema". Miyamoto no estuvo directamente involucrado, lo que le permitió tener más tiempo para desarrollar otros programas que se estaban creando en el mismo momento, como Super Mario Run.
La primera aparición pública del hardware de la Switch fue junto con el anuncio de la alianza entre Nintendo y DeNA el 17 de marzo de 2015. En este momento, Nintendo se refirió a la consola con el nombre en clave NX y lo describió como un "nuevo concepto de marca". En una reunión con inversores en abril de 2016, Nintendo anunció sus planes de lanzar la NX en todo el mundo en marzo de 2017. Mientras Nintendo no enseñó el hardware de la NX en la E³ 2016 de junio, sí dijo que The Legend of Zelda: Breath of the Wild, originalmente anunciado como exclusivo de Wii U, también saldría para la NX. En una reunión con accionistas posterior a la conferencia, Miyamoto dijo que la compañía tenía preocupaciones sobre si los competidores intentaban copiar ideas de la NX si la revelaban demasiado pronto. En el siguiente mes empezaron a aparecer rumores sobre la naturaleza de la consola, incluyendo su uso del procesador Tegra X1 de Nvidia y que es un dispositivo híbrido enfocado en el uso de sobremesa y portátil a la vez.

### Anuncios y promoción

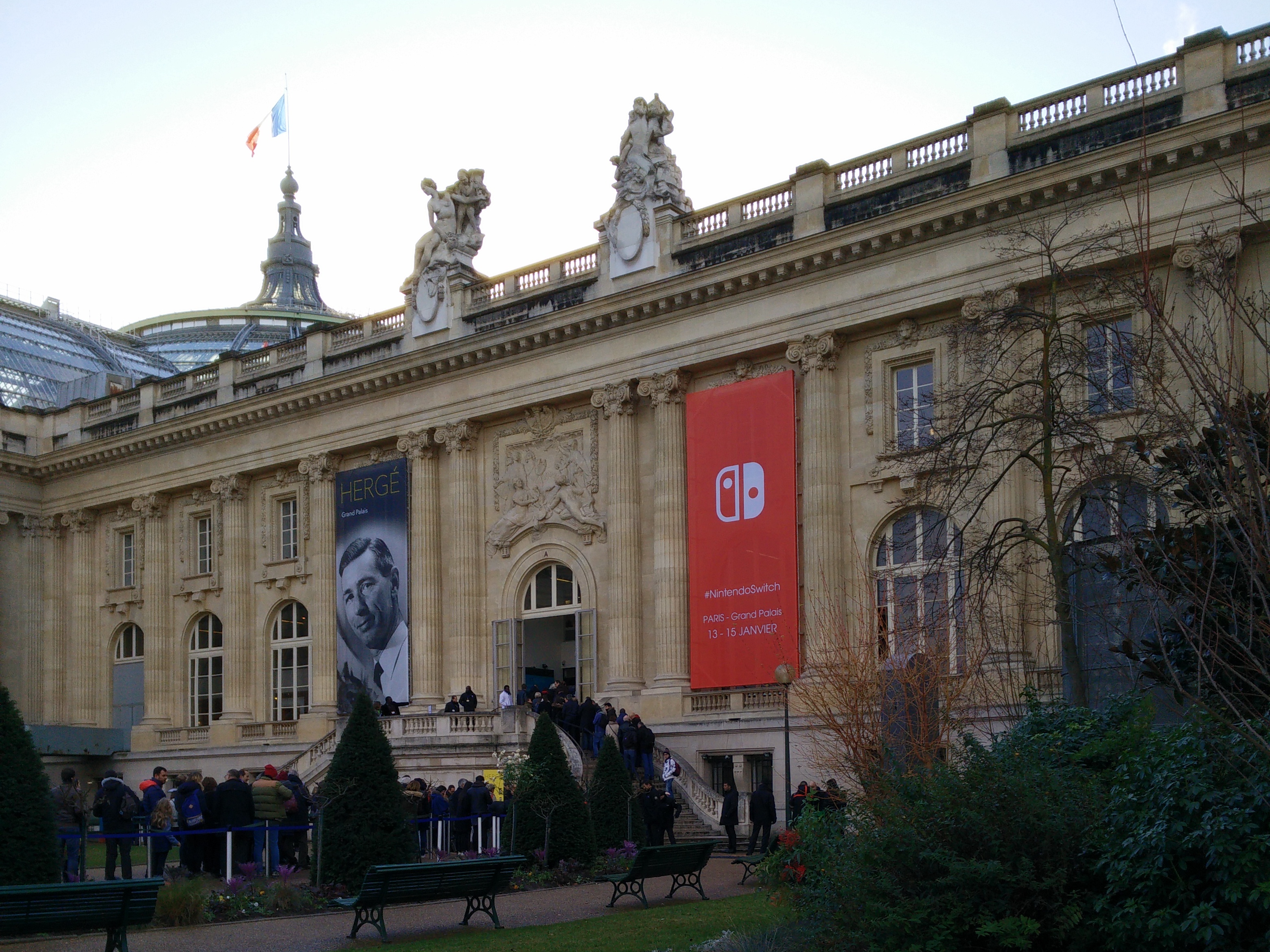
Grand Palais en París, Francia durante el evento de la Nintendo Switch en enero de 2017.

The Legend of Zelda: Breath of the Wild fue uno de los primeros juegos para el lanzamiento de la consola.

El 20 de octubre de 2016, Nintendo anunció oficialmente la consola bajo el nombre de Nintendo Switch, junto con un tráiler para enseñar la naturaleza del hardware como dispositivo híbrido. El tráiler, considerado atípico para los anteriores enfoques del marketing de Nintendo según Bloomberg, estuvo diseñado para enseñar las diversas maneras en las que la Switch se puede utilizar, para que la gente pueda reconocer que "cada una de sus maneras ofrece diferentes experiencias de juego para disfrutar". Kimishima dijo que el intento del tráiler era enseñar que el dispositivo estaba dedicado a cualquier tipo de jugador, mostrando características que jugadores más expertos podrían reconocer y animarse a probarla. En el momento del estreno del tráiler, Nintendo no enseñó más detalles sobre las características de la plataforma a pesar de que planeó acontecimientos en 2017 para enseñar al por menor la consola. La compañía señaló que tenía funciones que no se enseñaron en el tráiler introductorio, como su pantalla táctil. Miyamoto y Fils-Aime presentaron la Switch al presentador Jimmy Fallon en una emisión del programa The Tonight Show Starring Jimmy Fallon en diciembre de 2016. Así como enseñar un poco la máquina y sus funciones más destacadas, Fallon tuvo la oporunidad de probar Breath of the Wild en vivo.
Un acontecimiento de prensa para la Nintendo Switch tuvo lugar en Tokio el 13 de enero de 2017, donde se enseñaron todas las características de la consola, el precio de venta y la línea inicial de juegos. El acontecimiento se transmitió en vivo, con un doblador inglés proveído por Nintendo of Europe durante su transmisión y las cuentas regionales de Twitter anunciando los detalles al resto de idiomas (aunque poco después aparecieron subtitulados en sus canales oficiales). Un acontecimiento de Nintendo Treehouse tuvo lugar el día siguiente para enseñar la línea entera de videojuegos de lanzamiento para la Switch.
Nintendo anunció varios eventos de prueba que tendrían lugar después de la conferencia de prensa. Acontecimientos con versiones demostrativas de la Switch tuvieron lugar el 13 de enero en París y Nueva York para la prensa europea y norteamericana respectivamente. Los usuarios japoneses también pudieron probar la consola en un acontecimiento especial en Tokio en el fin de semana siguiente a estos acontecimientos. Miembros del programa de fidelidad My Nintendo tendrán la oportunidad de recibir invitaciones para acontecimientos posteriores de la Switch en Norteamérica entre enero y marzo de 2017. Nintendo también traerá versiones de prueba de la Switch para que los asistentes puedan jugar en la convención PAX South de San Antonio (Texas) en enero de 2017 y en el RTX de Sídney y en los Países Bajos en febrero de 2017.
Nintendo transmitió su primer anuncio para la Super Bowl durante la emisión en Estados Unidos de la Super Bowl LI, enseñando los diversos modos de juego con la Switch y sus títulos de lanzamiento y futuros; mientras se transmitió un anuncio para celebrar el 20 aniversario de Pokémon durante la Super Bowl 50, este se pagó por The Pokémon Company y no por Nintendo. El ejecutivo de marketing de Nintendo, Nick Chávez, dijo que "no hay escenario más grande en los EE. UU. donde enseñar la plataforma. Creo que muestra nuestra confianza en el sistema". El anuncio de la Super Bowl, pareciendo al existente marketing de Nintendo con la Switch, estuvo fuertemente enfocado en el título de lanzamiento The Legend of Zelda: Breath of the Wild. Nintendo lo utilizó expresamente porque la serie Zelda es una de las más queridas por los fanes de Nintendo. Como muchos de estos jugadores han probado durante la última década juegos de mundo abierto como The Elder Scrolls V: Skyrim, Red Dead Redemption y The Witcher 3: Wild Hunt, Nintendo pensó que enseñar el nuevo mundo abierto de Zelda de manera parecida a estos juegos era una manera de atraer estos jugadores, así como para ayudar a capturar una nueva generación para la Switch, parecido a como se hizo con el The Legend of Zelda original hace treinta años. Chávez dijo que su anuncio de la Switch es un esfuerzo de 15 meses hasta 2018, y que seguirán más anuncios después del de la Super Bowl para enseñar más maneras en que la Switch se puede utilizar para captar público.

## Características

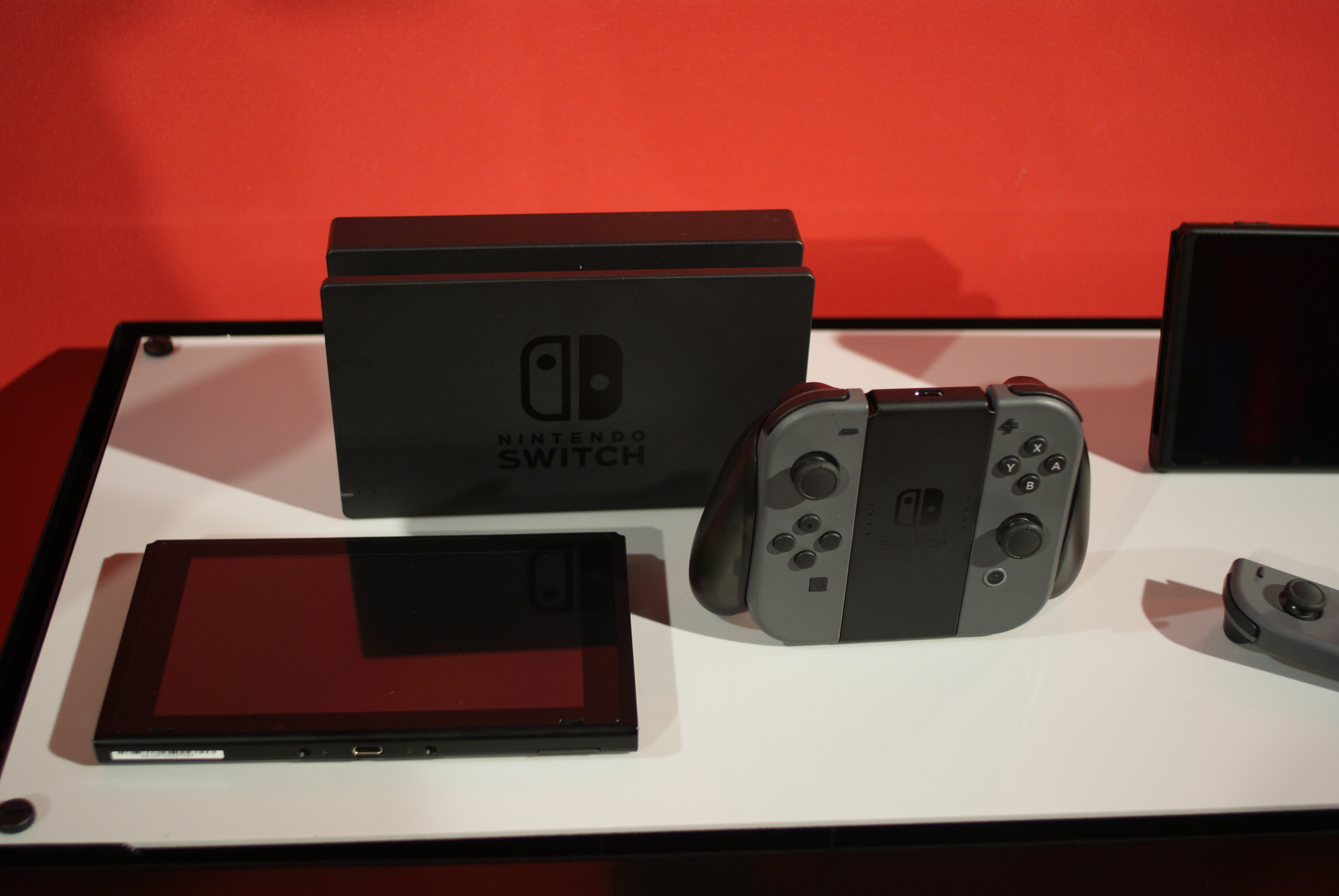
La Nintendo Switch.

La Nintendo Switch es una videoconsola híbrida, con el sistema principal basado en la consola Switch, la base de la Switch y los mandos Joy-Con. A pesar de tratarse de una consola híbrida, Fils-Aime ha dicho que la Switch es en esencia "una consola de sobremesa que te puedes llevar a donde quieras".
Fils-Aime ha asegurado que la 3DS, su consola portátil actual, "tiene una larga vida por delante" y que esta y la Switch están destinadas a coexistir según el punto de vista de Nintendo. Mientras Nintendo no considera la Switch como sucesora de la Wii U, oficialmente no se enviaran más unidades aparte de las programadas hasta marzo de 2017 después de la fecha mencionada.
Además, Nintendo anunció que The Legend of Zelda: Breath of the Wild, que será un título de lanzamiento para la Switch, será el último juego desarrollado por Nintendo que saldrá para Wii U. Nintendo anticipa vender dos millones de consolas Nintendo Switch al final del primer mes de la consola, y que tendrá suficientes unidades para alcanzar la demanda, a diferencia de lo que pasó con la NES Mini a finales de 2016. Nintendo no quiere vender la consola a un precio inferior al de la fabricación, como hicieron con la 3DS y la Wii U en sus lanzamientos respectivos.
La Switch se vende dentro de un paquete que tiene un precio recomendado de: 329,99 €, ¥ 29 980 (Japón), $ 299,99 (EE. UU.), £ 279,99 (Reino Unido) o AU$ 469,95 (Australia). El paquete incluye la consola Switch, la base, dos Joy-Con (izquierdo y derecho), dos correas para los Joy-Con, la carcasa, un adaptador de corriente y un cable HDMI. Fils-Aime ha dicho que la compañía ha intentado mantener el precio del paquete a 300 dólares en los Estados Unidos y que cualquier accesorio o juego adicional haría aumentar el precio a un nivel que desinteresaría a los consumidores y perjudicaría a las ventas.

### Consola y base

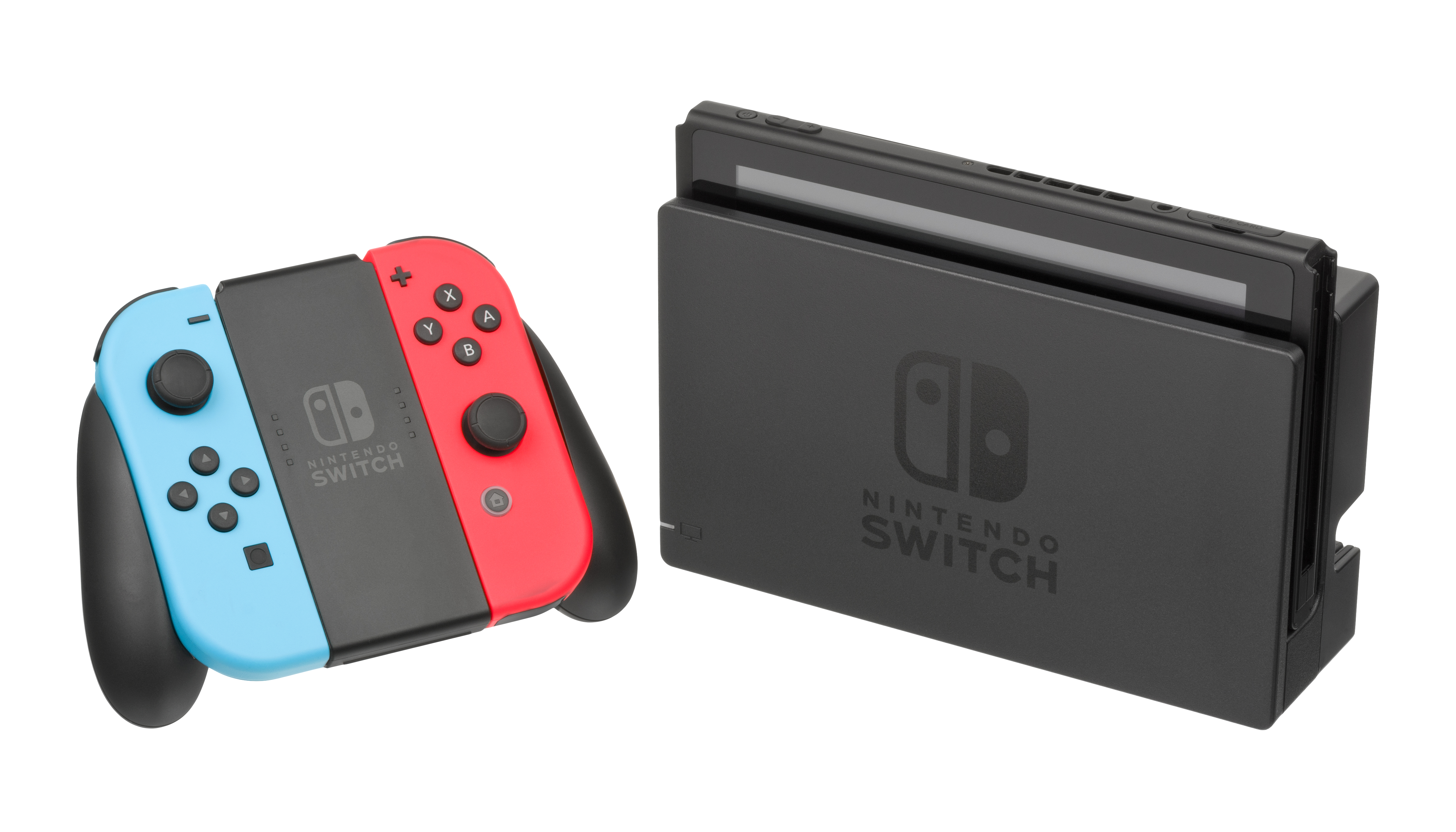
La Nintendo Switch con sus variantes, rojo y azul neón.

Nintendo describe que con la consola y la base hay tres métodos de jugabilidad que se pueden utilizar con la Switch; el modo TV con la consola dentro de la base para jugar con un televisor grande, el modo sobremesa con la consola apoyada sobre una superficie con su apoyo para jugar lejos de una pantalla, o en modo portátil como una portátil táctil tradicional. Los jugadores pueden intercambiar entre estos modos colocando o sacando la consola de la base, sacando o escondiendo el apoyo o extrayendo o conectando los Joy-Con. Nintendo ha dicho que la Switch es una "experiencia de un jugador", en que el jugador verá el contenido de la consola cuando está fuera de la base, o en la pantalla enganchada en la base cuando la consola está dentro. La Switch no incluirá función de dos pantallas como el que tenía la Wii U y su GamePad.

#### Consola

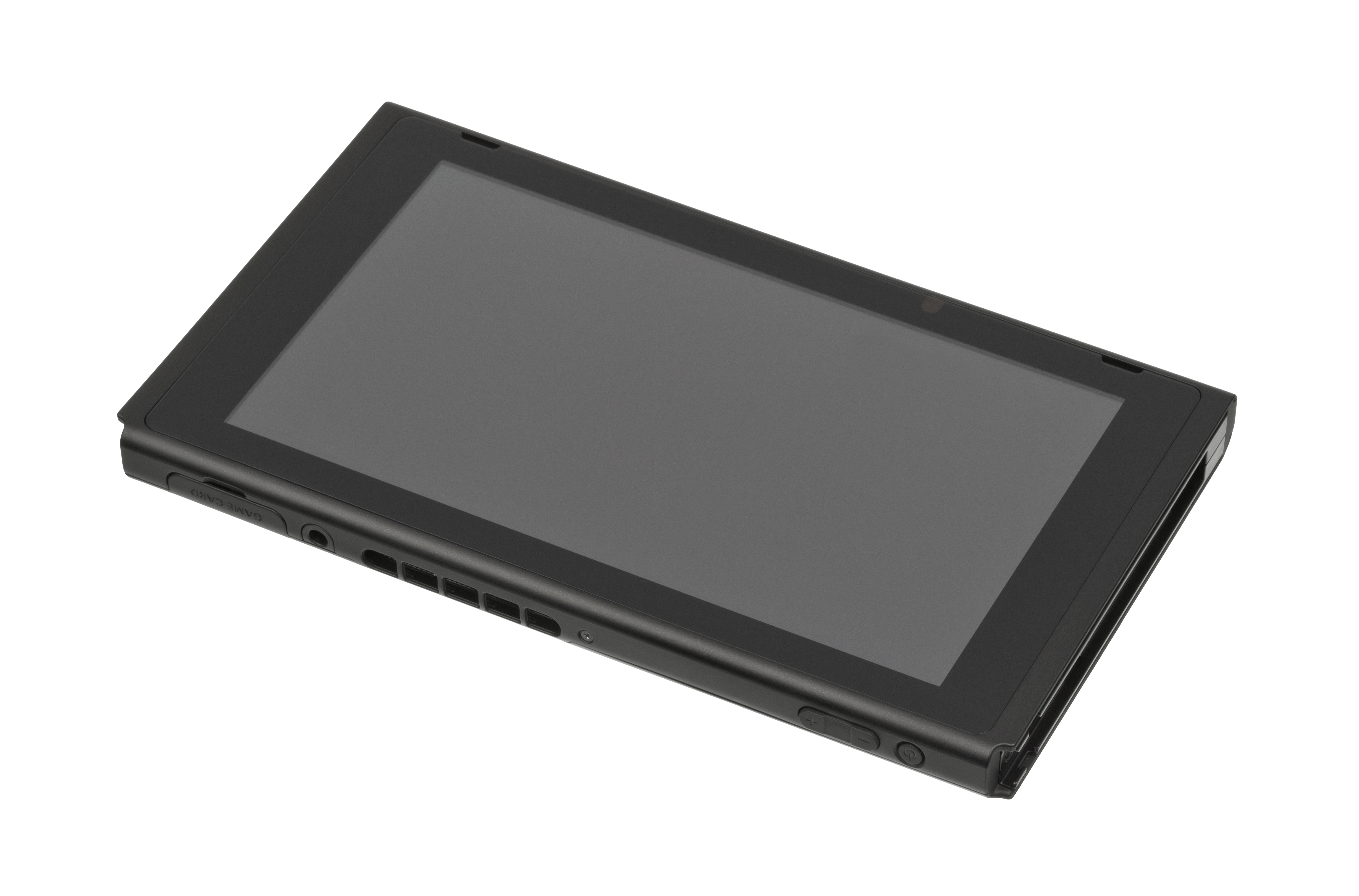
La consola sin los Joy-Con enganchados.

La unidad principal de la Switch es la consola, una portátil que funciona con batería y cuenta con una pantalla LCD de 6,2 pulgadas (15,75 cm). El módulo de tableta mide 23,9 x 10,2 x 1,4 cm y pesa 297 g. La pantalla tiene una capacidad multitáctil de diez puntos e incluye tecnología háptica de la mano de Immersion Corporation. La pantalla LCD es compatible con resoluciones de hasta 720p (1280 × 720 px). La consola incluye un conector de audio de 3,5 mm, altavoces estéreo en la parte inferior de la consola, un puerto USB tipo C para cargar mientras está fuera de la base, y un soporte desplegable en la parte trasera. La consola también incluye ranuras para tarjetas de juego similares a cartuchos, y otra para tarjetas micro-SDXC. La consola tiene un riel a cada lado en los que se pueden deslizar los Joy-Con, los cuales además incluyen un seguro para que no se puedan retirar. Un sensor de luz en el frontal de la consola se utiliza para la regulación automática del brillo de la pantalla. La consola también se puede conectar a la base para alcanzar una resolución 1080p (1920 × 1080 píxeles) en televisores.

#### Base

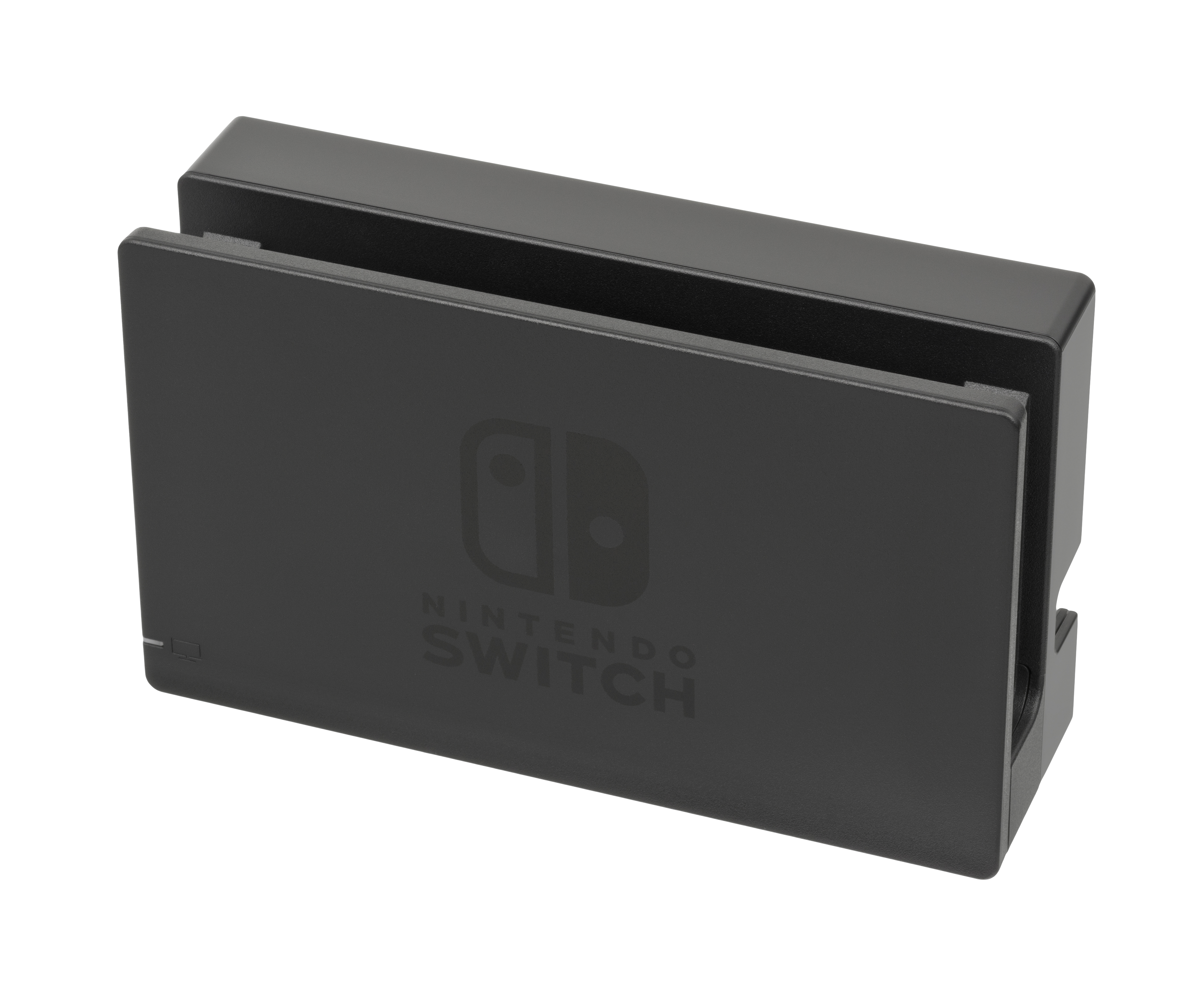
Nintendo Switch Dock.

La consola, con o sin los Joy-Con enganchados, se pueden colocar dentro del dock de la Switch, una base donde se acopla la consola que cuenta con conector USB tipo C para conectarla a una fuente de alimentación que carga su batería, y a una televisión a través de una conexión HDMI. El dock también incluye un puerto USB 3.0 y dos de USB 2.0, aunque Nintendo no ha señalado qué dispositivos se podrán conectar. Conectada, la consola puede soportar resoluciones de hasta 1080p. La base mide 17,3 x 10,4 x 5,4 cm y pesa 327 g. El Nintendo Switch Dock está disponible con la consola, sin embargo, también está disponible por separado, con su adaptador de corriente y cable HDMI incluidos, a un precio menor de $90.

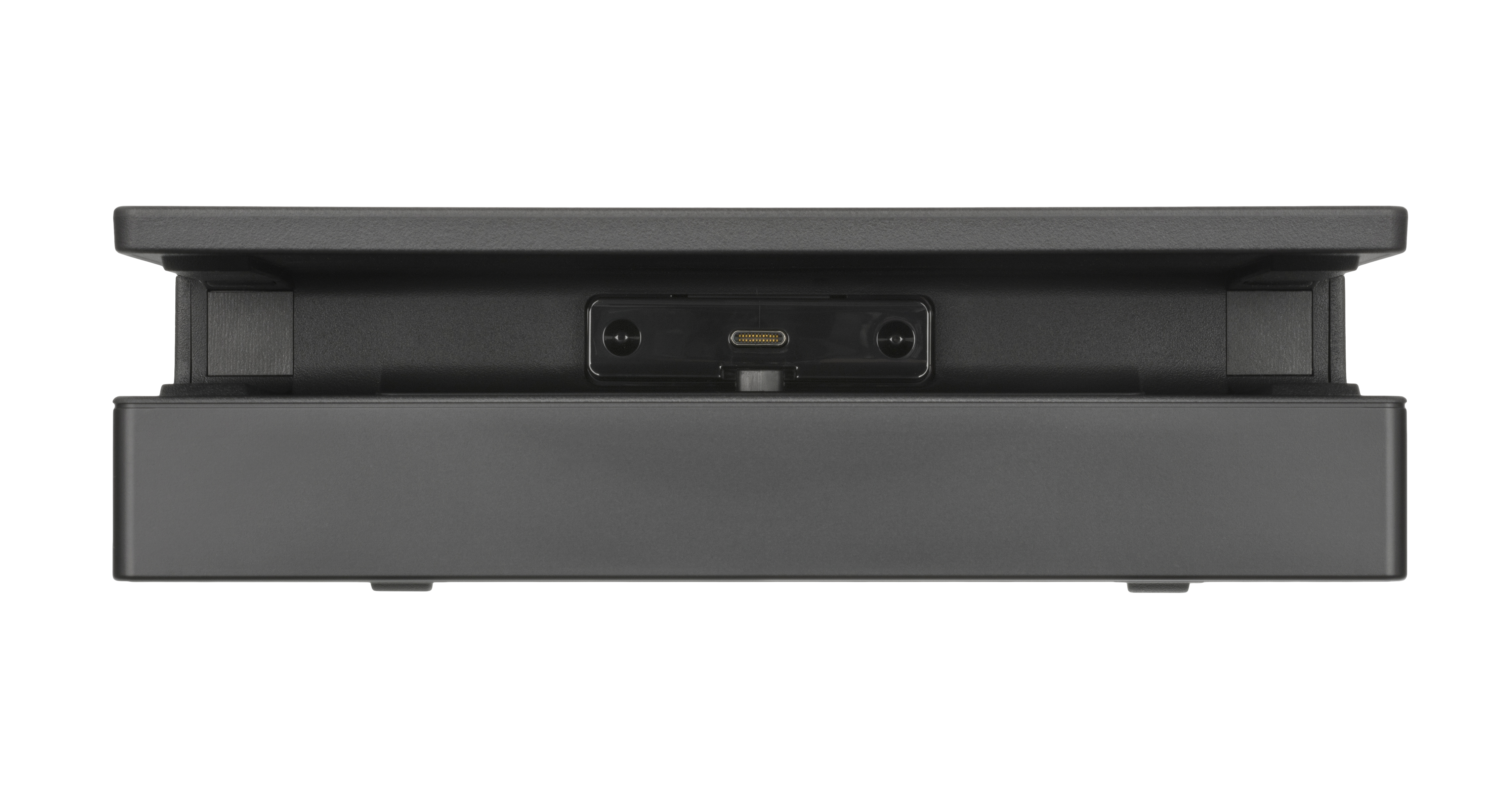
Parte superior del dock, con un puerto USB-C macho que se conecta a la consola.
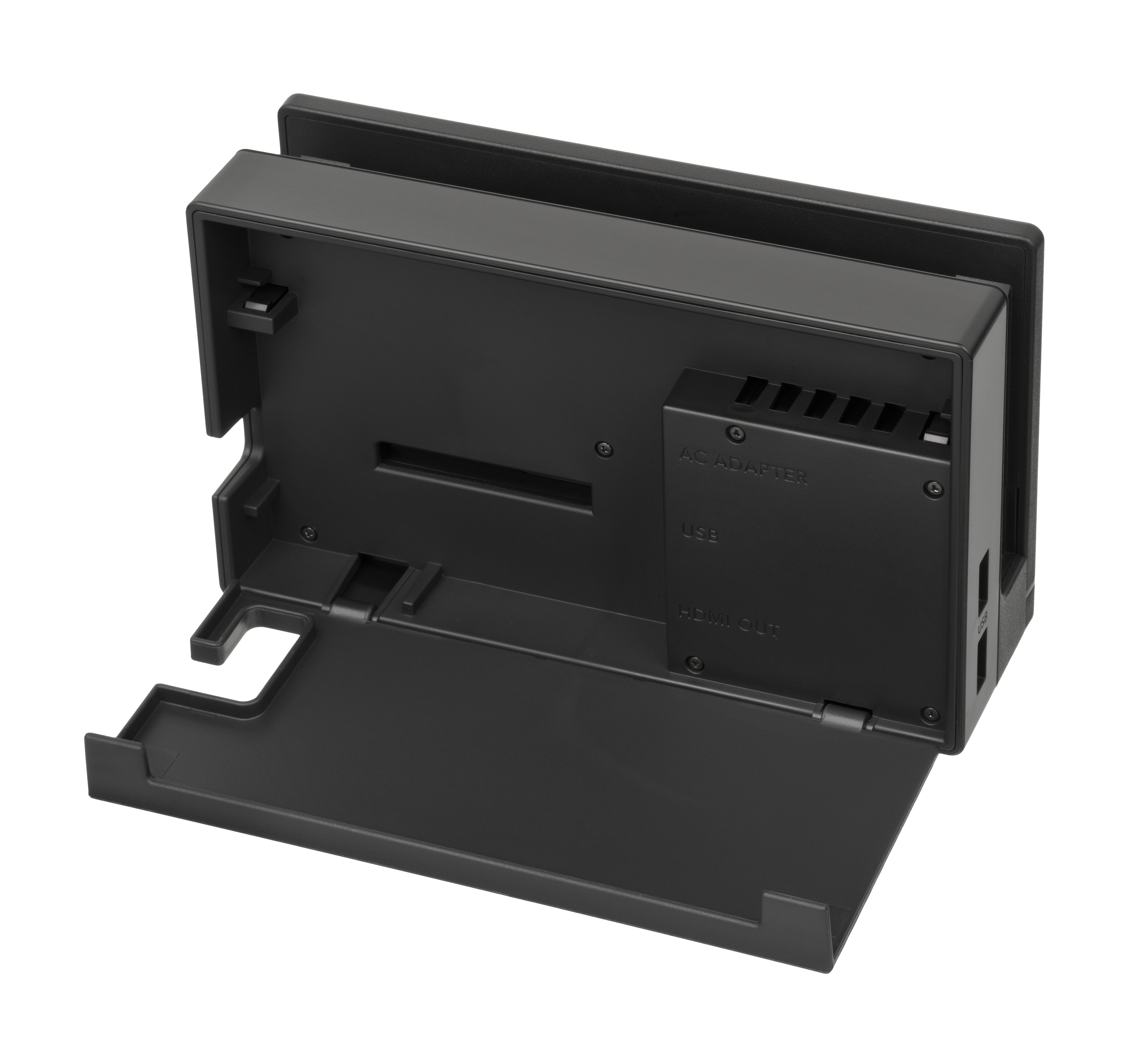
Parte trasera del dock abierta. Se debe conectar un adaptador de CA USB-C y un cable HDMI para jugar en TV. En el interior hay un puerto USB 3.0 adicional.
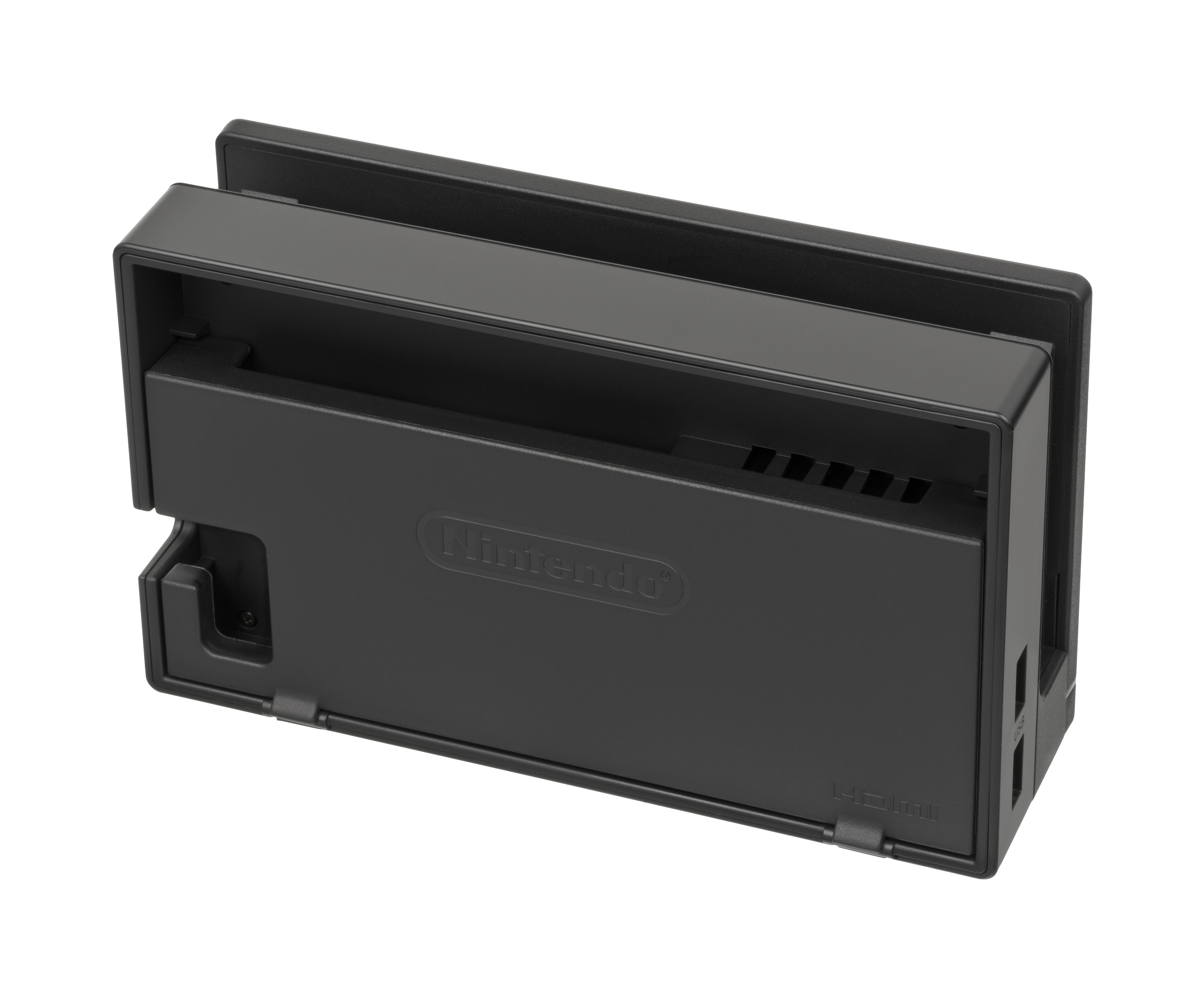
Parte trasera del dock, mostrando sus dos puertos USB en el lado derecho.

### Joy-Con

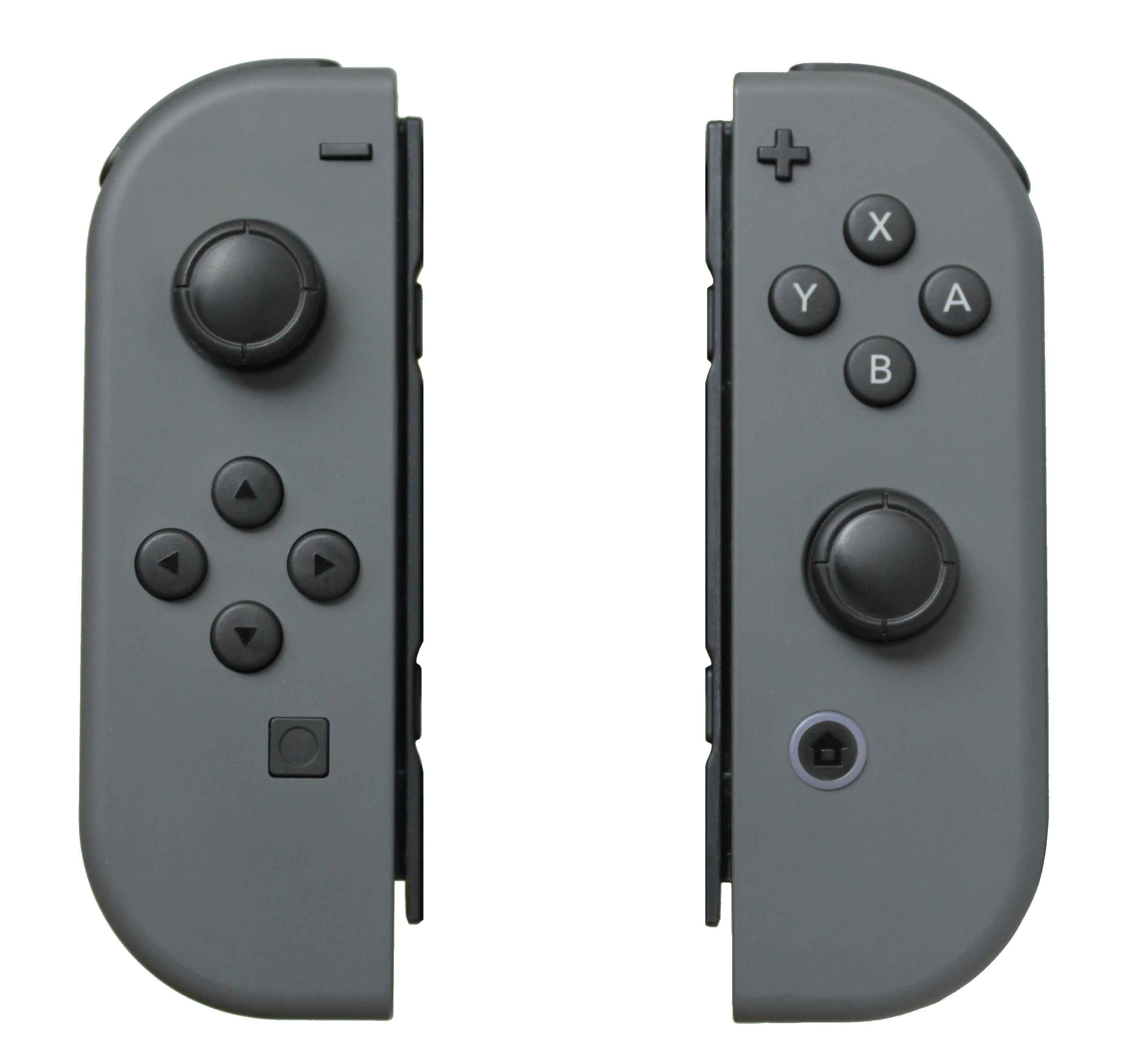
Los mandos Joy-Con L y Joy-Con R grises.

La Nintendo Switch viene con dos mandos llamados Joy-Con, en concreto los Joy-Con L y Joy-Con R. Miden 10,2 x 3,6 x 2,8 cm y pesan 49 g y 52 g respectivamente. Los mandos se pueden utilizar de cuatro maneras diferentes: enganchados a la consola Switch por los lados, retirados y utilizados por separado por un solo jugador en cada mano (parecido al Wii Remote y al Nunchuk), enganchado al apoyo de los Joy-Con para ofrecer una forma parecida a los mandos clásicos habituales o utilizado individualmente por dos jugadores. Una sola Switch puede permitir hasta ocho Joy-Con a la vez.
Cada Joy-Con incluye cuatro botones de acción delanteros (el Joy-Con R tiene los botones ABXY clásicos de Nintendo, y el Joy-Con L tiene la cruz de botones), un joystick analógico que se puede pulsar como quinto botón, los botones más (+) y menos (-) y dos botones como gatillos. Por la guía hay dos botones adicionales (los botones SL y SR) que pueden funcionar como botones extra cuando el Joy-Con se coge horizontalmente. Cada Joy-Con también cuenta con controles de giroscopio así como una función llamada vibración HD que pueden ofrecer una respuesta táctil al jugador; Nintendo lo ha descrito diciendo que el jugador puede percibir el choque de los cubitos dentro de un vaso, saber el número de cubitos y notar como se llena el vaso con agua.
El Joy-Con R tiene un sensor NFC, permitiendo compatibilidad con la línea amiibo. Un sensor de infrarrojos en la base del Joy-Con R puede determinar la distancia de un objeto entre el propio mando e incluso es capaz de ver las diferencias de las formas de la mano jugando a piedra, papel, tijera, por ejemplo. El Joy-Con L tiene un botón especial para hacer capturas de pantalla para compartir mediante redes sociales y, posteriormente, permitirá grabar la pantalla.

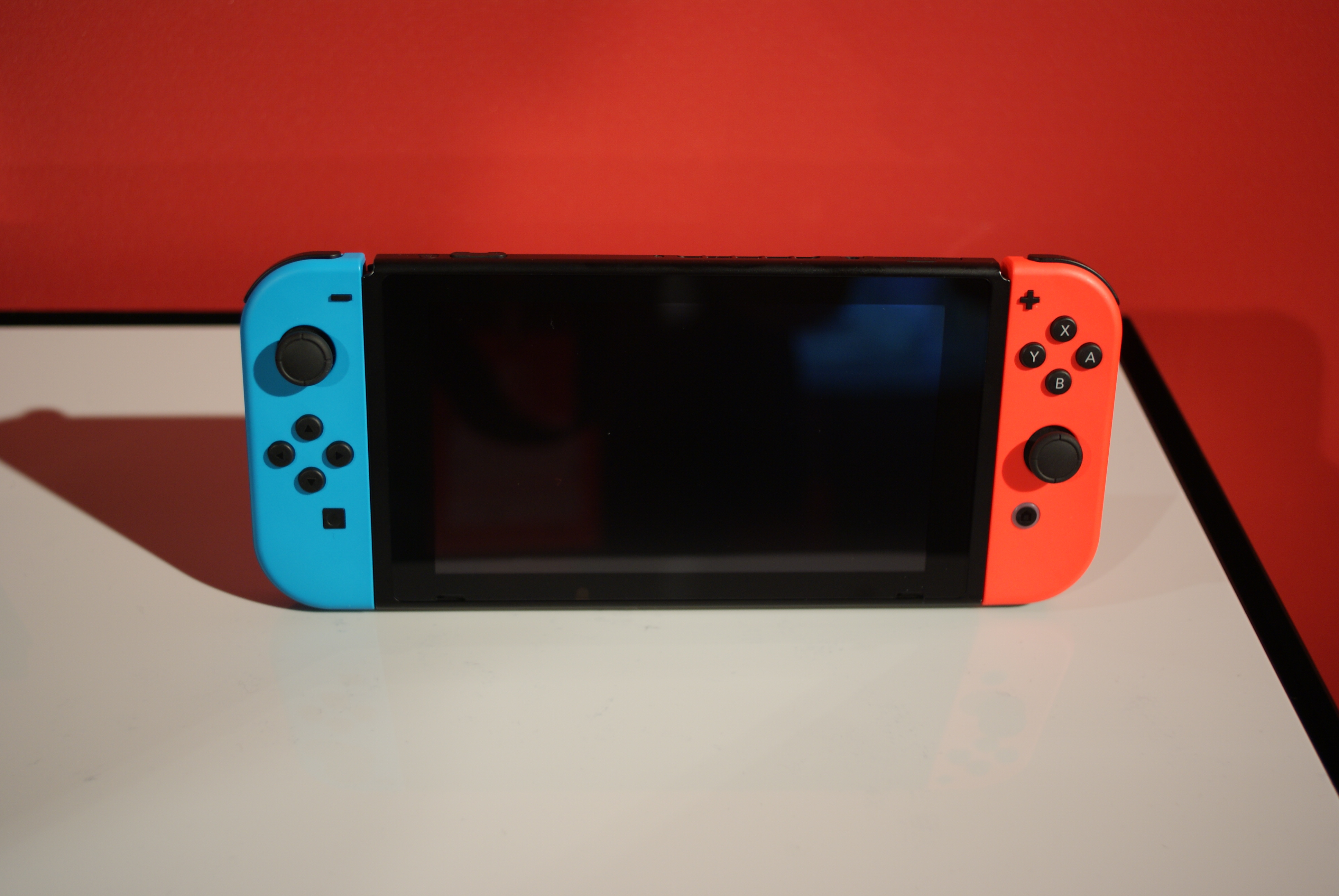
La Nintendo Switch en modo portátil, con los mandos Joy-Con rojo neón y azul neón enganchados.

A los Joy-Con se puede enganchar una correa agregada de 14 cm para colocarse en la muñeca del jugador, parecida a la correa del Wii Remote. Las guías de los Joy-Con se enganchan en la base de la correa, que incluye botones extra de izquierda y derecha. La cuerda permite que los jugadores muevan o sacudan el mando sin peligro, especialmente por los juegos más orientados a utilizar sus sensores de movimiento, como 1-2-Switch, Arms o Super Mario Party.
El Joy-Con se puede obtener en otros colores aparte del gris que viene por defecto; de hecho con el estreno mundial de la Switch se venderán dos paquetes, uno con los dos Joy-Con grises y el otro con un Joy-Con rojo neón y el otro azul neón. Los miembros japoneses del programa de fidelidad My Nintendo podrán elegir su paquete de la Switch el primer día eligiendo los colores entre los dos Joy-Con y las dos correas. Joy-Con adicionales se pueden comprar en parejas o por separado
.

### Otros mandos y accesorios

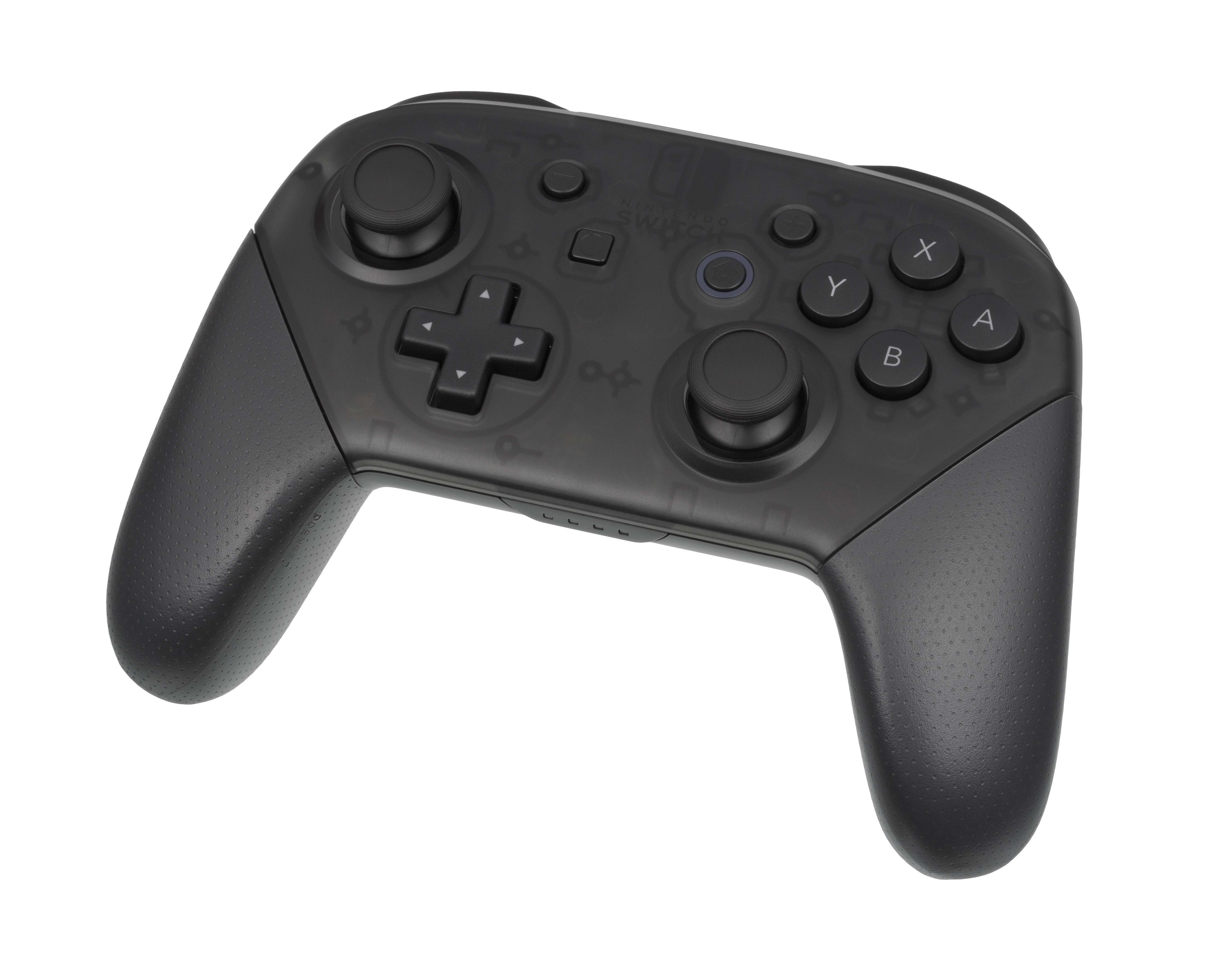
Control Pro de la Nintendo Switch.

El Nintendo Switch Pro Controller es un control principal de la consola Nintendo Switch, de Nintendo.
Se pueden sincronizar hasta ocho Pro Controllers con la Nintendo Switch. Además, el Pro Controller también se puede emparejar por medio de Bluetooth o conectar con un cable USB a una PC para usar con juegos de PC, como los de Steam que agregaron soporte para el Pro Controller a través de una actualización del cliente beta el 9 de mayo de 2018. El Pro Controller también es compatible con la comunicación de campo cercano (NFC) para usar con la línea Amiibo de Nintendo, así como con los controles de movimiento y HD Rumble.
El Nintendo Switch Pro Controller fue lanzado al mercado junto con la Nintendo Switch y los Joy-Con el 3 de marzo de 2017.
La consola tiene apoyo con el inalámbrico Nintendo Switch Pro Controller, que tiene un diseño más clásico que recuerda al Wii Classic Controller Pro y al Wii U Pro Controller, a pesar de que en internet se suele comparar con el Xbox Wireless Controller. El Pro Controller tiene un precio menor de $70.
Kimishima también ha dicho que la Switch soportará un gran número de accesorios, sugiriendo que "es un gran ecosistema de dispositivo mientras que la propia consola continúa siendo el elemento clave". Se vende por separado un Joy-Con grip para cargar los Joy-Con mediante un cable USB-C sin la necesidad de conectar los Joy-Cons a la consola para cargarlos. Nintendo también ofrece un volante que funciona con los Joy-Cons similar al Wii Wheel, donde se puede enganchar los Joy-Cons, permitiéndolo utilizar en juegos de carreras con el control de movimiento como Mario Kart 8 Deluxe.
Terceras compañías también venderán sus accesorios adicionales para la Switch, como fundas, controles, adaptadores para controles y protectores de pantalla, entre otros.
A partir de la actualización de firmware 4.0.0 el mando de GameCube es compatible con Nintendo Switch mediante un adaptador anteriormente lanzado en Wii U, por lo que surgió la polémica de que Nintendo podría agregar la tan demandada y querida por los usuarios, la Consola Virtual y que en esta incluirían múltiples juegos de Nintendo GameCube, pero sin embargo, Nintendo puso fin a la polémica y confirmó que la Consola Virtual no regresará a Switch. El mando de GameCube es compatible con gran parte del catálogo de la consola, ya que la mayoría de los juegos lo detectan como un control genérico USB, únicamente los videojuegos Super Smash Bros. Ultimate, Grid Autosporty Super Mario 3D All-Stars (Desde la actualización 1.1.0 y solo compatible con Super Mario Sunshine)reconocen el mando como uno de GameCube.

### Especificaciones técnicas
La Switch utiliza un chip personalizado de la familia de productos Tegra de Nvidia. No se han dado más detalles sobre el chip Tegra X1 personalizado fuera de que "está basado en la misma arquitectura que las tarjetas gráficas para videojuegos GeForce, líderes en rendimiento en el mundo" y que su API, conocida como NVN, está diseñada para "ofrecer un sistema ligero con el que jugar en cualquier parte a cualquier consumidor".
La Switch ofrece conectividad inalámbrica 802.11ac. Hasta ocho consolas Switch se pueden conectar a una red ad hoc inalámbrica con un solo cartucho para partidas de multijugador local y múltiples jugadores pueden conectar con sus propias consolas conectadas. La Switch utiliza Bluetooth 3.0 para comunicarse inalámbricamente con sus mandos.
La consola Switch tiene una batería recargable de ion de litio de 4310 mAh en el modelo híbrido (tanto la serie XAW como WKW) y 3570 mAh en el modelo Lite. La autonomía de la batería es estimada en el modelo estándar de primera generación (Serie XAW) es entre 2.5 y 6.5 horas, para el modelo estándar de segunda generación (Serie XKW) es entre 4.5 y 9 horas y para el modelo Lite es entre 4 a 7 horas estos dos últimos gracias a su procesador con consumo energético mejorado. Nintendo da el ejemplo de The Legend of Zelda: Breath of the Wild, en el que la batería dura unas tres horas (Serie XAW) cuatro horas y media (Serie XKW). La batería se puede cargar conectada en la base o utilizando un conector estándar USB-C en la consola. Los Joy-Con tienen su propia batería separada de la consola. Estas baterías se pueden cargar automáticamente si se enganchan a la consola (solo en los modelos híbridos) mientras se está cargando ella sola o cuando se coloca en la base. Accesorios adicionales tendrán otras maneras de cargar los Joy-Con. Mientras el apoyo de los Joy-Con que viene con la Switch no tiene opciones para cargar, una carcasa para los Joy-Con especial por separado incluye un puerto USB-C para utilizarse para cargar las baterías de los Joy-Con mientras están conectados en esta.
El dispositivo incluye 32 GB de almacenamiento interno, pero se puede expandir hasta 2 TB utilizando una tarjeta microSDXC. Si se utiliza la microSDXC, la Switch solo alojará los datos de guardado en la memoria interna, dejando espacio que se puede re-conseguir a la tarjeta. La Switch no permitirá discos duros externos durante su lanzamiento pero Nintendo está pensando en agregar esta función en una actualización futura.

### Datos técnicos[12]
| Tamaño                         | - Modelos Base: Aproximadamente 4 pulgadas (10.16 cm) de alto, 9.4 pulgadas (23.88 cm) de ancho y 0.55 pulgadas (1.4 cm) de largo (con los controles Joy-Con acoplados) *El largo desde la punta de las palancas hasta la punta de los botones ZL y ZR es de 1.12 pulgadas (2.84 cm). - Modelos Lite: Aproximadamente 3.6 pulgadas (9 cm) de alto, 8.2 pulgadas (20 cm) de ancho y 0.55 pulgadas (1.4 cm) de largo *El largo desde la punta de las palancas hasta la punta de los botones ZL/ZR es de 1.12 pulgadas (2.84 cm). - Modelos OLED: Aproximadamente 4 pulgadas (10.16 cm) de alto, 9.5 pulgadas (24.13 cm) de ancho y 0.55 pulgadas (1.4 cm) de largo (con los controles Joy-Con acoplados). *El largo desde la punta de las palancas hasta la punta de los botones ZL/ZR es de 1.12 pulgadas (2.84 cm).                                                                 | - Modelos Base: Aproximadamente 4 pulgadas (10.16 cm) de alto, 9.4 pulgadas (23.88 cm) de ancho y 0.55 pulgadas (1.4 cm) de largo (con los controles Joy-Con acoplados) *El largo desde la punta de las palancas hasta la punta de los botones ZL y ZR es de 1.12 pulgadas (2.84 cm). - Modelos Lite: Aproximadamente 3.6 pulgadas (9 cm) de alto, 8.2 pulgadas (20 cm) de ancho y 0.55 pulgadas (1.4 cm) de largo *El largo desde la punta de las palancas hasta la punta de los botones ZL/ZR es de 1.12 pulgadas (2.84 cm). - Modelos OLED: Aproximadamente 4 pulgadas (10.16 cm) de alto, 9.5 pulgadas (24.13 cm) de ancho y 0.55 pulgadas (1.4 cm) de largo (con los controles Joy-Con acoplados). *El largo desde la punta de las palancas hasta la punta de los botones ZL/ZR es de 1.12 pulgadas (2.84 cm). |  |
| Peso                           | - Modelos Base: Aproximadamente 0.66 libras (299 g). (Aproximadamente 0.88 libras (399 g) cuando los controles Joy-Con están acoplados). - Modelos Lite: Aproximadamente 0.61 libras (277 g) - Modelos OLED: Aproximadamente 0.71 libras (322 g). (Aproximadamente 0.93 libras (426.38 g) con los controles Joy-Con acoplados). | - Modelos Base: Aproximadamente 0.66 libras (299 g). (Aproximadamente 0.88 libras (399 g) cuando los controles Joy-Con están acoplados). - Modelos Lite: Aproximadamente 0.61 libras (277 g) - Modelos OLED: Aproximadamente 0.71 libras (322 g). (Aproximadamente 0.93 libras (426.38 g) con los controles Joy-Con acoplados). |  |
| Pantalla                       | Pantalla táctil capacitiva multitáctil - Base/Lite: LCD - OLED: OLED | - Modelo Base: 6.2-pulgadas - Modelo Lite: 5.5-pulgadas - Modelo OLED: 7-pulgadas |  |
| Resolución                     | Modo DOCK | - Dock base: HDMI 1.4b, 1080p - Dock OLED: HDMI 2.0, Puerto LAN, 1080p |  |
| Resolución                     | Modo Portátil | - Base: 720p (237 ppi) - Lite: 720p (267 ppi) - OLED: 720p (210 ppi) |  |
| CPU/GPU                        | Procesador NVIDIA Tegra x1 personalizado | GM20B - ODNX10-A1 (20 NM) - ODNX02-A2 (16 NM) |  |
| CPU/GPU                        | Fabricante | Nvidia |  |
| CPU/GPU                        | Tipo | - Quad-core ARM Cortex-A57 - Quad-core ARM Cortex-A53 (deshabilitado) |  |
| CPU/GPU                        | Foundry | TSMC |  |
| CPU/GPU                        | soket | BGA |  |
| CPU/GPU                        | ISA | ARMv8-A |  |
| CPU/GPU                        | Velocidad del CPU | 1.2 GHZ |  |
| CPU/GPU                        | Velocidad del GPU | - 384Mhz modo portátil - 768Mhz modo dock |  |
| CPU/GPU                        | Cache L1 | - A57: 48 kB + 32 kB por núcleo - A53: 32 kB + 32 kB por núcleo |  |
| CPU/GPU                        | Cache L1 | - A57: 2 MB - A53: 512 kB |  |
| CPU/GPU                        | Arquitectura | Maxwell 2.0 |  |
| CPU/GPU                        | Transistores | 2,000 millones |  |
| CPU/GPU                        | Densidad | - 16.9M/mm² (ODNX10-A1) - 20M/mm² (ODNX02-A2) |  |
| CPU/GPU                        | Tamaño del die | - 118 mm² (ODNX02-A2) - 100 mm² (ODNX10-A1) |  |
| CPU/GPU                        | TDP | 41-95 grados F / 20-80% de humedad 15W de consumo |  |
| CPU/GPU                        | Núcleos CUDA | 5.3 |  |
| CPU/GPU                        | Litografía | 20 nm TSMC |  |
| CPU/GPU                        | Núcleos totales | 8 |  |
| CPU/GPU                        | Hilos de ejecución | 8 |  |
| CPU/GPU                        | Núcleos principales | 4 Cortex-A57 a 1 GHz |  |
| CPU/GPU                        | Núcleos secundarios | 4 Cortex-A53 a 1.3 GHz |  |
| CPU/GPU                        | Caché N1 | 304 kB |  |
| CPU/GPU                        | Caché N1 datos | 288 kB |  |
| CPU/GPU                        | Caché N2 | 2.5 MB |  |
| CPU/GPU                        | Stream Proccesors | 256 |  |
| CPU/GPU                        | TMU | 16 |  |
| CPU/GPU                        | Rendimiento teórico | |  |
| CPU/GPU                        | FP16 | 786.4 GFLOPS |  |
| CPU/GPU                        | FP32 | 393.2 GFLOPS |  |
| CPU/GPU                        | FP64 | 12.29 GFLOPS |  |
| CPU/GPU                        | Pixel rate | 12.29gpixel/s |  |
| CPU/GPU                        | Texture rate | 12.29gpixel/s |  |
| RAM                            | Interfaz de memoria | LPDDR4 |  |
| RAM                            | Modelo | K4F6E304HB-MGCH |  |
| RAM                            | Fabricante | Samsung |  |
| RAM                            | Encapsulado | 200FBGA |  |
| RAM                            | Cantidad | 2 memorias de 2gb |  |
| RAM                            | Ancho de banda máx. | 12.80 GB/s |  |
| RAM                            | Capacidad | 4GB |  |
| RAM                            | Ancho de banda | 64Bits |  |
| RAM                            | Velocidad | 1600 MHz |  |
| Inalámbrico                    | Modelo | BCM4356 |  |
| Inalámbrico                    | Fabricante | Broadcom |  |
| Inalámbrico                    | Wi-Fi (IEEE 802.11 a/b/g/n/ac) | |  |
| Inalámbrico                    | Bluetooth 4.1 | |  |
| Sensores                       | Acelerómetro, giroscopio y sensor de brillo. | Acelerómetro, giroscopio y sensor de brillo. |  |
| batería interna                | Batería de iones de litio 3.7 V | 4310 mAh |  |
| batería interna                | Duración | Aproximadamente 4,5 - 9 horas |  |
| batería interna                | Carga de la batería | Aproximadamente 3 horas *mientras el hardware está en modo de suspensión |  |
| Altavoces                      | Estéreo | Estéreo |  |
| I/O                            | - Conector USB - USB tipo C - Se utiliza para cargar o para conectarse a la base de Nintendo Switch. - Estéreo de 3,5 mm y 4 polos (estándar CTIA) | - Conector USB - USB tipo C - Se utiliza para cargar o para conectarse a la base de Nintendo Switch. - Estéreo de 3,5 mm y 4 polos (estándar CTIA) |  |
| Almacenamiento                 | tipo | eMMC 5.1 NAND flash memory |  |
| Almacenamiento                 | Fabricante | Sansung |  |
| Almacenamiento                 | modelo | - Base/Lite: KLMBG2JENB-B041 |  |
| Almacenamiento                 | Capacidad | - Base/Lite: 32 GB - OLED: 64 GB |  |
| Almacenamiento                 | soket | BGA |  |
| Almacenamiento                 | pins | 153 |  |
| Almacenamiento                 | Frecuencia de veocidad | 200 MZ |  |
| Almacenamiento                 | secuencial read | 330 MB/s |  |
| Almacenamiento                 | secuencial whrite | - Base/Lite:100 MB/s - OLED: 200 MB/s |  |
| Almacenamiento                 | tamaño del chip | - Base/Lite: 11.5 x 13 x 1.0 mm |  |
| Almacenamiento                 | Voltaje | - Base/Lite: 1.8 / 3.3 V |  |
| Almacenamiento                 | Interfaz | HS400 |  |
| Almacenamiento                 | Ranura de expansión | Tarjetas de memoria microSD, microSDHC y microSDXC, máxima capacidad de 2TB *Una vez insertada la tarjeta microSDXC, será necesaria una actualización del sistema. Se requiere una conexión a internet para realizar esta actualización del sistema. |  |
| Almacenamiento                 | Ranura de expansión | Nintendo Switch Game Card 1–64 GB |  |
| Botones                        | Nintendo Switch/OLED Nintendo Switch Lite - Stick izquierdo - Stick derecho - A B X Y L R ZL ZR + − - + Panel de control - Botón de captura O - Botón 🏠︎ | Nintendo Switch/OLED Nintendo Switch Lite - Stick izquierdo - Stick derecho - A B X Y L R ZL ZR + − - + Panel de control - Botón de captura O - Botón 🏠︎ |  |
| El consumo de energía          | Modo televisión Jugar un juego: Aprox. 6W Visualización de videos: Aprox. 5W En el menú principal: Aprox. 3W Modo de suspensión*: Aprox. 0,3W Modo de suspensión**: Aprox. 2,2W Apagado: Aprox. 0,3W Consumo energético anual estimado***: Aprox. 6 kWh* / Aprox. 21 kWh** *La configuración de la conexión a Internet por cable está desactivada **La configuración de conexión a Internet por cable está activada ***El consumo de energía anual estimado de una consola cuando se utiliza para jugar un promedio de dos horas por día durante todo un año. El consumo de energía varía según el software y las condiciones de uso. Los valores se han redondeado al valor total más cercano. También puede haber algunas variaciones estadísticas en los valores de consumo de energía mostrados. Los valores también podrían cambiar según el entorno y las condiciones de uso. | Modos portátil y de mesa Jugar un juego: Aprox. 4W Visualización de videos: Aprox. 3W En el menú principal: Aprox. 2W Modo de suspensión: Aprox. 0,03W Apagado: Menos de 0,01 W |  |
| Dock                           | | |  |
| Tamaño                         | Aproximadamente 4,1 pulgadas de alto, 6,8 pulgadas de largo y 2,12 pulgadas de profundidad | Aproximadamente 4,1 pulgadas de alto, 6,8 pulgadas de largo y 2,12 pulgadas de profundidad |  |
| Salida de audio                | - Compatible con salida PCM lineal de 5.1 canales - Salida mediante conector HDMI en modo TV - Sonido Mono, Estéreo o Envolvente | - Compatible con salida PCM lineal de 5.1 canales - Salida mediante conector HDMI en modo TV - Sonido Mono, Estéreo o Envolvente |  |
| Peso                           | 326 gramos | 326 gramos |  |
| I/O                            | Base: - Puerto USB (compatible con USB 2.0) ×2 en el lateral izquierdo y 1 en la parte posterior - Conector de la consola (USB-C) - Puerto del adaptador de CA - Puerto HDMI 1.4 OLED: - Puerto USB (compatible con USB 3.0) ×2 en el lateral izquierdo - Conector de la consola (USB-C) - Puerto LAN - Puerto HDMI 2.0 | Base: - Puerto USB (compatible con USB 2.0) ×2 en el lateral izquierdo y 1 en la parte posterior - Conector de la consola (USB-C) - Puerto del adaptador de CA - Puerto HDMI 1.4 OLED: - Puerto USB (compatible con USB 3.0) ×2 en el lateral izquierdo - Conector de la consola (USB-C) - Puerto LAN - Puerto HDMI 2.0 |  |
| Joy‑Con                        | | |  |
| Tamaño                         | Aproximadamente 4,1 pulgadas de alto, 6,8 pulgadas de largo y 2,12 pulgadas de profundidad | Aproximadamente 4,1 pulgadas de alto, 6,8 pulgadas de largo y 2,12 pulgadas de profundidad |  |
| Peso                           | Joy-Con [L] 48 gramos Joy-Con [R] 51 gramos | Joy-Con [L] 48 gramos Joy-Con [R] 51 gramos |  |
| Botones                        | Joy-Con [L] - Stick izquierdo - Botones L ZL SL SR − ▲ ▼ ◀ ▶ - Botón de captura O - Botón de liberación - Botón de sincronización Joy-Con [R] - Stick derecho - Botones A B X Y R ZR SL SR + - Botón 🏠︎ - Botón de liberación - Botón de sincronización | Joy-Con [L] - Stick izquierdo - Botones L ZL SL SR − ▲ ▼ ◀ ▶ - Botón de captura O - Botón de liberación - Botón de sincronización Joy-Con [R] - Stick derecho - Botones A B X Y R ZR SL SR + - Botón 🏠︎ - Botón de liberación - Botón de sincronización |  |
| Conexiones inalámbricas        | Joy-Con [L] Bluetooth 3.0 Joy-Con [R] Bluetooth 3.0/NFC | Joy-Con [L] Bluetooth 3.0 Joy-Con [R] Bluetooth 3.0/NFC |  |
| Sensores                       | Joy-Con [L] - Acelerómetro - Giroscopio Joy-Con [R] - Acelerómetro - Giroscopio - Cámara infrarroja - Comunicación de campo cercano (NFC) para figuras Amiibo | Joy-Con [L] - Acelerómetro - Giroscopio Joy-Con [R] - Acelerómetro - Giroscopio - Cámara infrarroja - Comunicación de campo cercano (NFC) para figuras Amiibo |  |
| Vibración                      | HD Rumble | HD Rumble |  |
| Batería                        | Iones de litio recargables. Voltaje estándar: 3.7 V. Capacidad: 525mAh, 1.9Wh. | Iones de litio recargables. Voltaje estándar: 3.7 V. Capacidad: 525mAh, 1.9Wh. |  |
| Duración de la batería         | Aproximadamente 20 horas *Esta es una estimación. La duración de la batería puede acortarse según el uso. | Aproximadamente 20 horas *Esta es una estimación. La duración de la batería puede acortarse según el uso. |  |
| Tiempo de carga                | Aproximadamente 3 horas 30 minutos * Los controladores Joy-Con se cargan conectándolos a una consola o mango de carga conectado a una fuente de alimentación. | Aproximadamente 3 horas 30 minutos * Los controladores Joy-Con se cargan conectándolos a una consola o mango de carga conectado a una fuente de alimentación. |  |
| Joy‑Con Grip                   | | |  |
| Tamaño                         | Aproximadamente 3,98 pulgadas de alto, 5,67 pulgadas de largo y 1,58 pulgadas de profundidad | Aproximadamente 3,98 pulgadas de alto, 5,67 pulgadas de largo y 1,58 pulgadas de profundidad |  |
| Peso                           | Aproximadamente 0,21 libras | Aproximadamente 0,21 libras |  |
| Batería                        | Iones de litio | Iones de litio |  |
| I/O                            | USB-C, puntos de contacto para carga de los Joy‑Con (Se vende por separado) | USB-C, puntos de contacto para carga de los Joy‑Con (Se vende por separado) |  |
| Nintendo Switch Pro Controller | | |  |
| Tamaño                         | Aproximadamente 4.17 pulgadas de alto, 5.98 pulgadas de largo y 2.36 pulgadas de profundidad | Aproximadamente 4.17 pulgadas de alto, 5.98 pulgadas de largo y 2.36 pulgadas de profundidad |  |
| Peso                           | 246 gramos (con batería incluida) | 246 gramos (con batería incluida) |  |
| Botones                        | - Stick derecho - Stick izquierdo - Botones A B X Y L R ZL ZR + − - + Panel de control - Botón 🏠︎ - Botón de captura O - Botón de sincronización | - Stick derecho - Stick izquierdo - Botones A B X Y L R ZL ZR + − - + Panel de control - Botón 🏠︎ - Botón de captura O - Botón de sincronización |  |
| Conexiones inalámbricas        | Bluetooth 3.0/NFC | Bluetooth 3.0/NFC |  |
| Sensores                       | - Acelerómetro - Giroscopio - Comunicación de campo cercano (NFC) para figuras Amiibo | - Acelerómetro - Giroscopio - Comunicación de campo cercano (NFC) para figuras Amiibo |  |
| Vibración                      | HD Rumble | HD Rumble |  |
| Batería                        | Iones de litio recargables. Voltaje estándar: 3.7 V. Capacidad: 1070 mAh | Iones de litio recargables. Voltaje estándar: 3.7 V. Capacidad: 1070 mAh |  |
| I/O                            | USB-C (el cable está incluido con el control) | USB-C (el cable está incluido con el control) |  |
| Duración de la batería         | Aproximadamente 40 horas *Esta es una estimación. La duración de la batería puede acortarse según el uso. | Aproximadamente 40 horas *Esta es una estimación. La duración de la batería puede acortarse según el uso. |  |
| Tiempo de carga                | Aproximadamente 3 horas 30 minutos * El control puede cargarse por medio de cable USB-C, incluso conectándolo en la consola o en una PC y seguir jugando. | Aproximadamente 3 horas 30 minutos * El control puede cargarse por medio de cable USB-C, incluso conectándolo en la consola o en una PC y seguir jugando. |  |

### Servicios en línea
Nintendo agregó a la Switch funcionalidades en línea, incluyendo modos multijugador, salas sociales, un chat de voz y juegos de la NES. Siguiendo la línea de las actuales consolas de Microsoft con Xbox Live y Sony con PlayStation Network, se precisará de un servicio de pago llamado en este caso Switch Online, y costará 19,99 euros al año. Nintendo ha indicado que estará disponible en fase de pruebas durante el verano de 2017, y de manera oficial en septiembre de 2018. La compra y descarga de juegos se realiza en cualquier Switch a través de la eShop.
Algunas funciones de este servicio para móviles se activaran mediante una aplicación móvil que saldrá con el estreno de la Switch. Nintendo planea promover incentivos a los subscriptores, incluyendo accesos a ofertas exclusivas y libre acceso a seleccionados juegos de la Consola Virtual de NES o SNES, con apoyo en línea adicional, cada mes. A diferencia de los programas Instant Game Collection de PlayStation y Games with Gold de Xbox, estos juegos no serán permanentes y se tendrán que comprar si se quiere continuar jugando una vez acabe el mes. El servicio de suscripción no se estrenará hasta 2018; mientras tanto, Nintendo ofrecerá una versión de "prueba" gratuita del multijugador en línea de la Switch hasta que salga este servicio de pago. En el estreno solo estuvo disponible en Estados Unidos, Canadá y México, pero se espera que se extienda en otros países después de su lanzamiento. La Nintendo Switch no incluye funciones de redes sociales de Nintendo, como Miiverse o la función de StreetPass de la 3DS (argumentando que según Nintendo la Switch es básicamente una consola de sobremesa). Nintendo no ha señalado si la Switch se integrará con servicios existentes para las funciones sociales y para compartir. Como la Wii U, la Nintendo Switch no utilizará el sistema de códigos de amigo presente en la Wii y en la Nintendo 3DS para los jugadores que se registren los mismos como amigos con otros. La Switch continuará utilizando el sistema de los Mii para crear avatares de los jugadores para compartirse con otros, aunque también podrán optar para escoger una imagen de una biblioteca de iconos provista por Nintendo para este propósito. La Switch será compatible con una aplicación para móviles extra para acceder a funciones de la consola, como por ejemplo para manejar el control parental.
A partir del 18 de septiembre de 2018 se establece el servicio de pago Nintendo Switch Online que permite a los miembros tener funcionalidades en línea en juegos compatibles con esta función. Tener acceso a juegos de la NES y SNES respectivamente, copia de los datos de guardado en la nube entre otras funciones por medio de una app móvil.
Más tarde, el 25 de octubre de 2021 se lanzó una extensión del servicio en línea llamado Nintendo Switch Online + Paquete de expansión, en el que se agregan juegos de Nintendo 64 y SEGA Genesis/Mega Drive, además de acceso a DLCs sin coste adicional de títulos como: Mario Kart 8 Deluxe, Animal Crossing: New Horizons y Splatoon 2.
El 8 de febrero de 2023, Nintendo incluyó juegos de Game Boy y Game Boy Color en el servicio estándar, y juegos de Game Boy Advance para el paquete de expansión.
El 30 de noviembre de 2023, en Japón se lanzó una app para juegos de Nintendo 64 que fueron clasificados para mayores de edad, posteriormente se lanzó en América y Europa el 18 de junio de 2024, al igual que la app de juegos de Nintendo 64 normal, también está disponible junto al paquete de expansión.

### Apoyo multimedia
Puesto que está principalmente dirigida a jugar, la Switch no tiene de entrada muchas funciones relacionadas con multimedia, aunque Nintendo no ha dicho si ofrecerá aplicaciones para acceder a servicios como Netflix en el futuro. El 8 de noviembre de 2018 la aplicación de YouTube llegó a Nintendo Switch, siendo la segunda aplicación multimedia tras Hulu.

## Variantes de la consola

### Nintendo Switch Lite

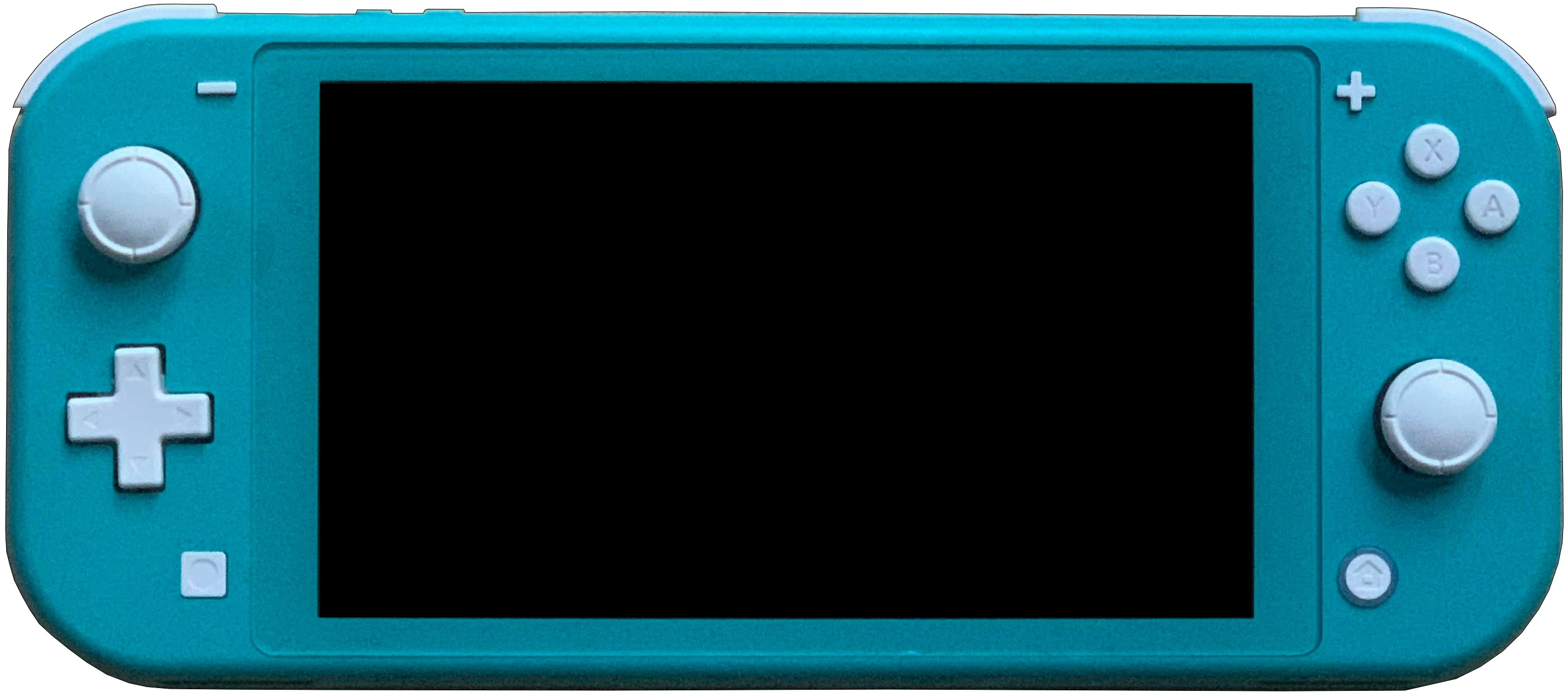
Nintendo Switch Lite color turquesa.

El 10 de julio de 2019 Nintendo publicó un video en su canal oficial de Youtube en el que se presentó el nuevo modelo Lite. Inicialmente, se presentaron los tres colores diferentes en los que se lanzó la consola: amarillo, gris y turquesa, siendo otros colores como el azul o el rosa agregados más tarde. Además de estos colores se anunció una edición especial, en conmemoración del lanzamiento del Pokémon Espada y Escudo. Fue lanzado el 20 de septiembre de 2019 a un precio de $199.99 junto con el estreno de la adaptación de The Legend of Zelda: Link's Awakening.
La consola se diseñó exclusivamente para su uso portátil, sin incluir un dock para acoplarla a la TV, resultando en un modelo más compacto. Fue diseñada por Nintendo para facilitar el transporte de su nueva generación de consolas. A diferencia del modelo base, este no incluye en el paquete los controles Joy-Cons. Reproduce solamente los juegos disponibles en modo portátil para la Nintendo Switch y cuenta con la misma capacidad de almacenamiento que el modelo original (32GB) con una pantalla de 5,5 pulgadas.

### Nintendo Switch OLED

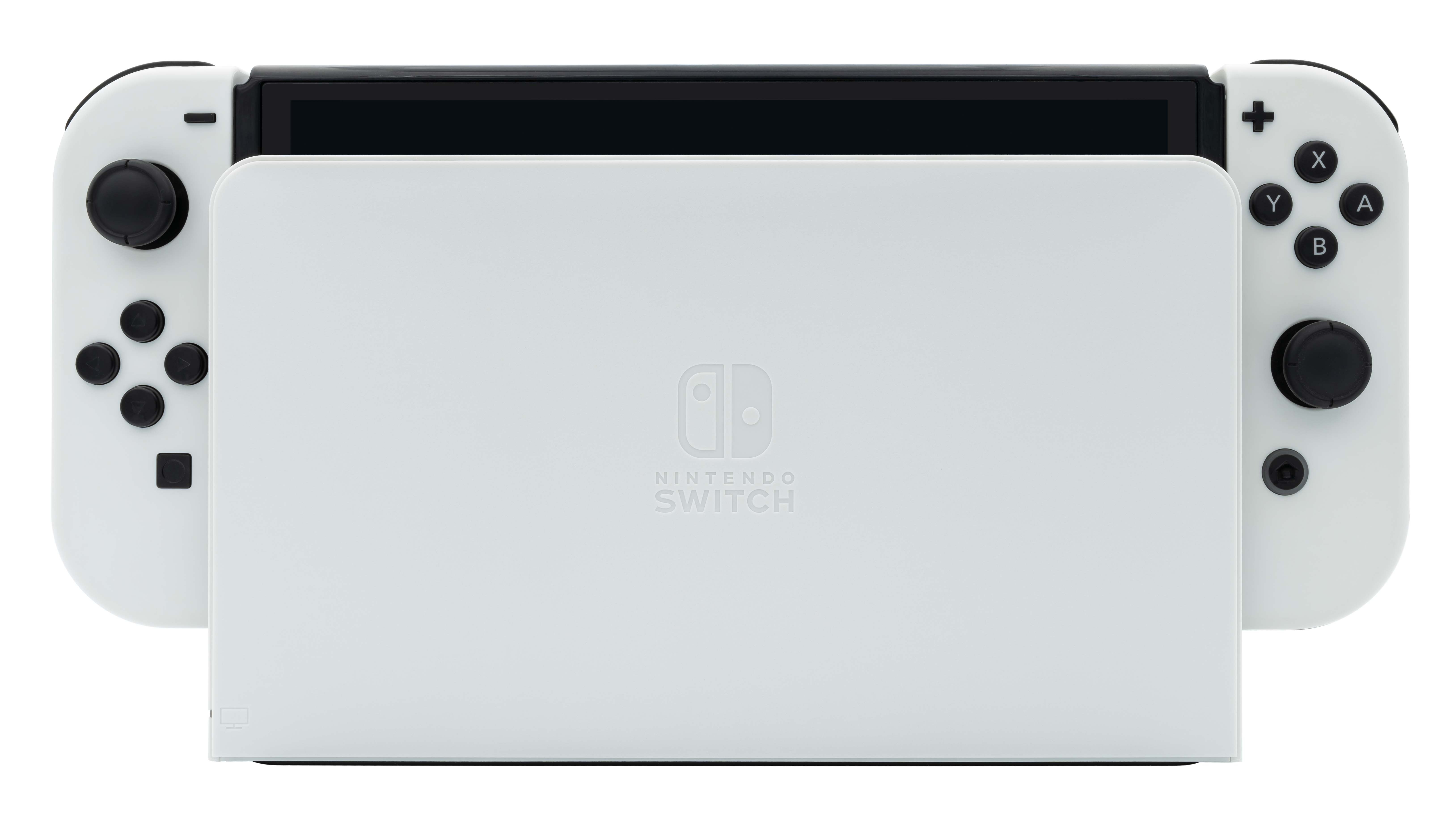
Nintendo Switch OLED color blanco acoplado al dock.

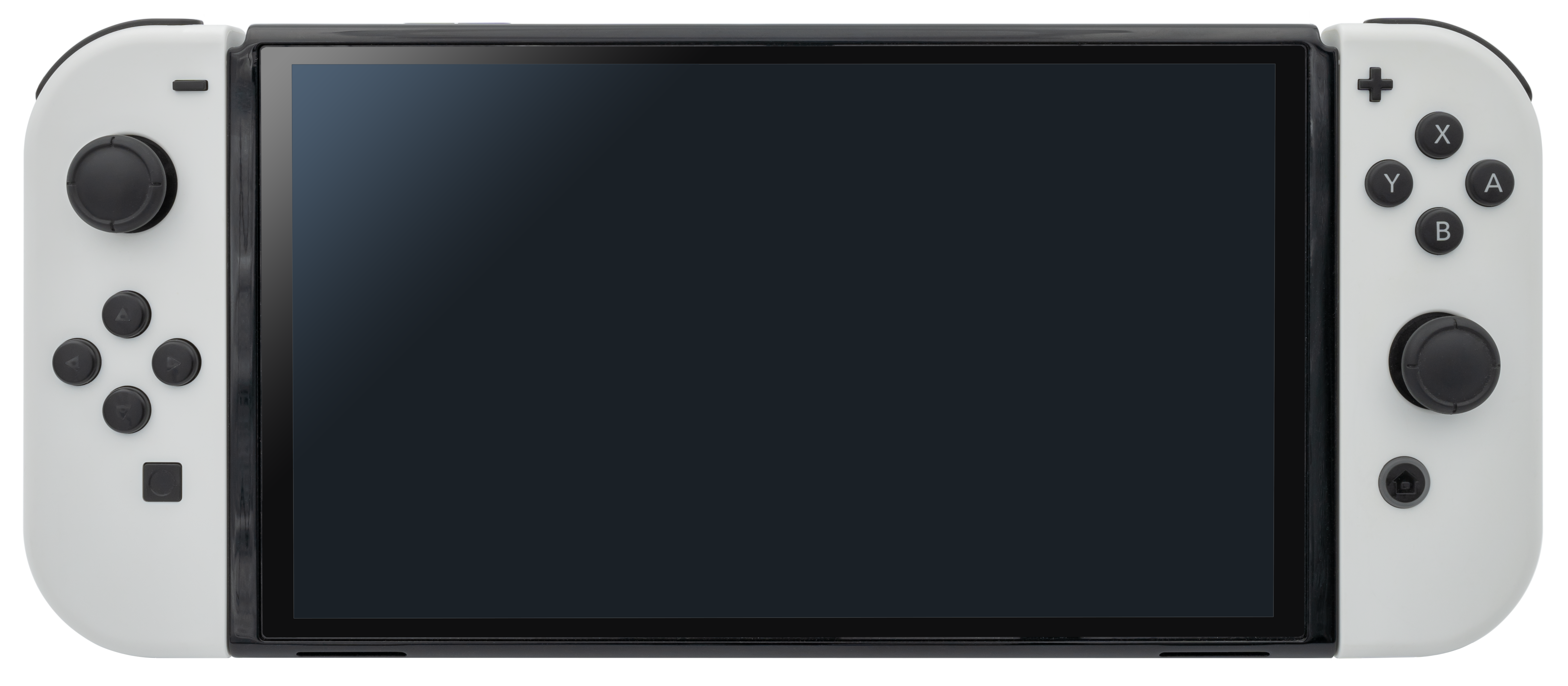
Nintendo Switch OLED color blanco modo portátil

Nintendo anunció oficialmente un nuevo modelo, llamado modelo OLED, el 6 de julio de 2021. Incorpora con una pantalla OLED de 720p de 7 pulgadas (180 mm) y, cuando esté acoplado, una salida a una resolución de 1080p. Cuenta con un almacenamiento mayor que el modelo base, de 64 GB, se mejoraron las funciones de audio y se le agregó un soporte ajustable más ancho para usar en modo de mesa. La unidad se envía con una base nueva que incluye un puerto LAN con cable. Cuenta con especificaciones técnicas similares al modelo básico de Switch y es compatible con todos los juegos de Switch y accesorios existentes. La unidad se envía en tres paquetes: uno que incluye un dock negro y Joy-Cons rojo y azul (similar al esquema de color predeterminado del modelo base), uno con dock blanco y con Joy-Cons blancos, y uno con dock rojo y con Joy-Cons rojos. Fue lanzado el 8 de octubre de 2021, junto con el lanzamiento de Metroid Dread, con un precio minorista de $349.99.
Antes del lanzamiento de la versión OLED, el 13 de septiembre de 2021, Nintendo anunció la reducción del precio base del modelo Switch original en Europa de 329,99€ a 299,99€ y en el Reino Unido de £279,99 a £259,99, que Nintendo también dijo reflejó cambios en los tipos de cambio de divisas.

## Juegos

### Distribución

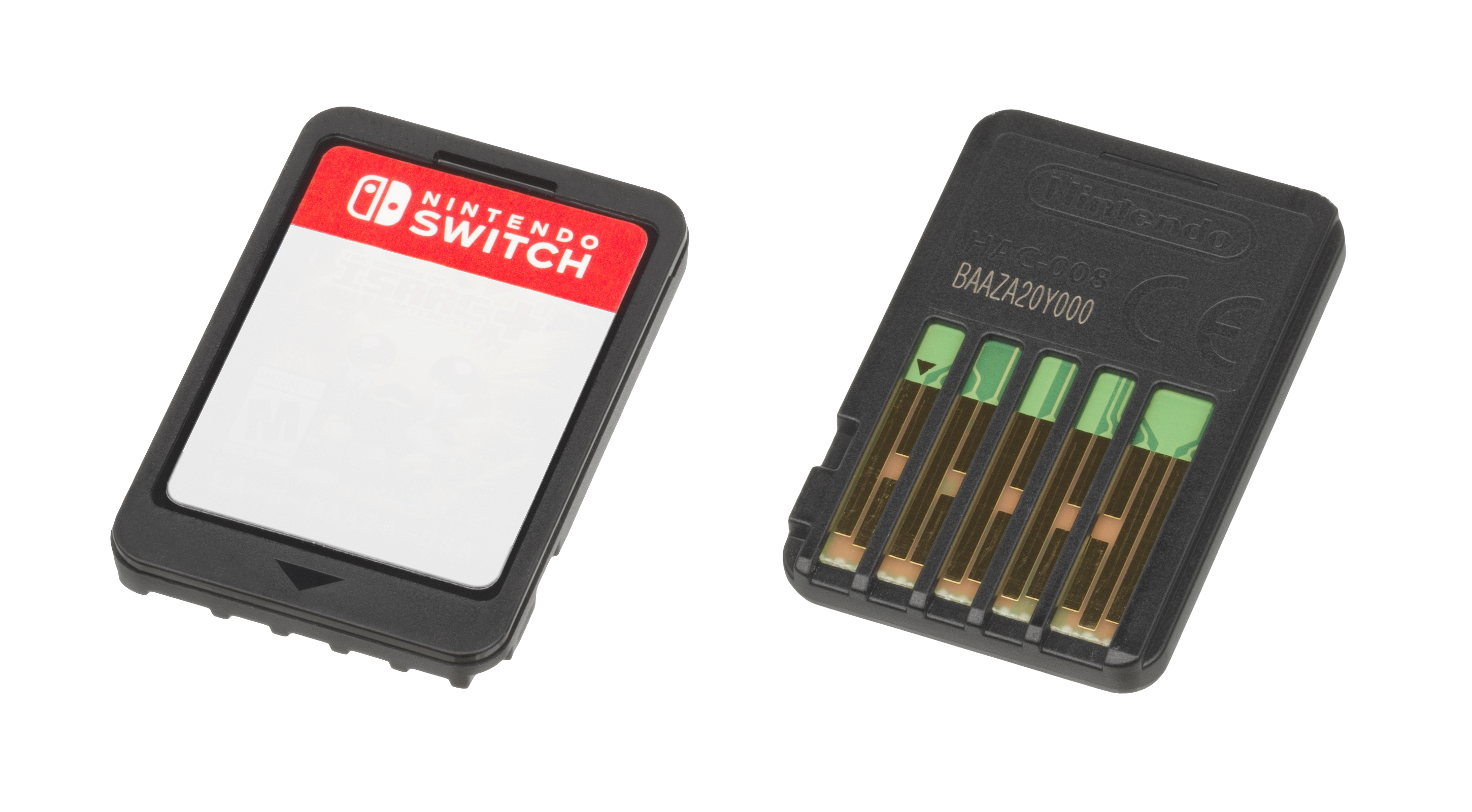
Cartuchos de juego que utiliza la consola.

Los juegos distribuidos físicamente son cartuchos propietarios, parecidos a las tarjetas de juego utilizadas en los juegos de Nintendo DS y 3DS, aunque son más delgadas y pequeñas que estas. Además cuentan con un sabor desagradable, que Nintendo le dio, con la finalidad de evitar que los niños más pequeños, se los lleven a la boca o traguen, lo cual podría resultar en la asfixia de estos.
Nintendo ha dicho que los precios de los juegos de la Switch en las tiendas físicas tendrán un precio de $60, el precio equivalente a los nuevos juegos para las consolas Xbox One y PlayStation 4.
A diferencia de anteriores consolas de sobremesa de Nintendo, la Switch es de libre región, permitiendo a los usuarios utilizar cartuchos o contenido descargado de cualquier otra parte del mundo, aunque Nintendo recomienda utilizar la eShop regional apropiada por cuestiones digitales y para obtener el mejor apoyo post-compra si es necesario. La Switch no soporta discos ópticos ni es retrocompatible con juegos de Wii U. La Switch por ahora no será retrocompatible con juegos digitales de anterior consola, como de la Consola Virtual, excepto Golf de NES, que aparece escondido en la propia consola cada 11 de julio como homenaje al fallecido presidente de la empresa, Satoru Iwata, haciendo la pose que hacía en los Nintendo Direct que participaba.

### Biblioteca
Durante su anuncio oficial en octubre de 2016, Nintendo optó deliberadamente a no ofrecer la lista de videojuegos para el sistema, puesto que "querían que la gente tocara el dispositivo en enero de 2017 y probar los juegos por ellos mismos", según Kimishima. Por otro lado, Nintendo anunció algunas de las terceras compañías que han anunciado su apoyo a la Switch; contrastando los esfuerzos de Nintendo para conseguir apoyo de terceros en los estrenos de anteriores plataformas, la compañía inicialmente ha listado 48 terceros distribuidores, estudios y desarrolladores middleware. Aparte de estos aliados, Nintendo ha listado publicadores más imponentes como Activision, Bethesda, Electronic Arts, Sega, Square Enix y Ubisoft. Unity Technologies, Epic Games, y Khronos Group también han apoyado para ayudar a los desarrolladores a traer juegos a la Switch utilizando sus motores de videojuego y middleware, Unity, Unreal Engine 4 y las gráficas Vulkan y OpenGL, respectivamente. El ejecutivo de Electronic Arts Patrick Söderlund dijo que Nintendo ha traído un camino diferente para atraer los terceros desarrolladores a la Switch y han animado a EA y a otras compañías importantes durante el desarrollo de la Switch, escuchando su opinión para ayudar a hacer la Switch más satisfactoria. Capcom, que también se ha anunciado como tercero publicador inicial para la Switch, ha dicho que mientras aseguran que lanzarán juegos para la Switch, ellos "notan que hay diferencias entre la versión deseada y el estilo de juego de la Nintendo Switch y los de la PlayStation 4 o la Xbox One" y que no lanzarán juegos de plataformas para la nueva consola.
En la conferencia de prensa de enero de 2017, Nintendo dijo que había al menos 80 juegos de terceras compañías en desarrollo de parte de más de 50 desarrolladores. Anteriores a la revelación oficial, Sega, Square Enix y Ubisoft ya confirmaron terceros títulos concretos para la Switch, incluyendo: Just Dance 2017, Sonic Forces, Dragon Quest X y Dragon Quest XI. Varios desarrolladores independientes también han anunciado o pensado en juegos para la Switch. The Legend of Zelda: Breath of the Wild, originalmente anunciado como exclusivo de Wii U, también será lanzado para la Switch. El tráiler de revelación de la consola enseñó primeros adelantos de nuevos juegos de franquicias de Nintendo y de Mojang Studios como: Minecraft, Super Mario Odyssey, Mario Kart 8 Deluxe y Splatoon 2, así como imágenes de NBA 2K18 y The Elder Scrolls V: Skyrim. Nintendo y terceras compañías también dijeron entonces que esto no quería decir necesariamente que llegaran a salir para la Switch. No obstante, estos cinco juegos se confirmaron como estrenos de la Switch en los acontecimientos de prensa de enero de 2017.
La Switch no viene con juegos dentro del paquete; Fils-Aime ha dicho que una vez decidieron el precio y evaluar la línea de lanzamientos cercana, optaron para permitir a los consumidores elegir qué juegos quieren en vez de incluirlo en el paquete y aumentar el precio. Al menos diez juegos están programados para salir con la Switch en formato físico y/o digital en Norteamérica y Europa durante el día de lanzamiento, dos de ellos publicados por Nintendo: The Legend of Zelda: Breath of the Wild y 1-2-Switch. Seis juegos de Nintendo y más de una docena de juegos de terceros están programados para salir durante el 2017. Fils-Aime ha dicho que Nintendo planea evitar una "carencia constante de contenido" para la Switch después del lanzamiento, evitando la situación que se percibió con las separaciones entre estrenos importantes de la Wii U.

### Videojuegos más vendidos
Aquí se muestra una lista de los 10 videojuegos más vendidos:
1. Mario Kart 8 Deluxe: 68,86 millones
2. Animal Crossing: New Horizons: 48,19 millones
3. Super Smash Bros. Ultimate: 36,55 millones
4. The Legend of Zelda: Breath of the Wild: 33,04 millones
5. Super Mario Odyssey: 29,50 millones
6. Pokémon Escarlata y Pokémon Púrpura: 27,15 millones
7. Pokémon Espada y Escudo: 26,84 millones
8. The Legend of Zelda: Tears of the Kingdom: 21,93 millones
9. Super Mario Party: 21,19 millones
10. New Super Mario Bros. U Deluxe: 18,36 millones

## Firmware
El firmware de Switch es compatible con juegos en línea a través de la conectividad estándar de internet, así como la conectividad ad hoc inalámbrica local con otras Switch.
El Firmware actual de la consola es el 17.0.1, en el que se han corregido problemas de juegos que no podían jugar apropiadamente, algunos problemas con unas televisiones donde el modo TV no había imagen y se corrigió un problema de cómo respondía el control stick y el C-stick en los controles de GameCube.

## Recepción
Los analistas financieros han tenido una respuesta mixta ante el anuncio de la Nintendo Switch. Después del poco éxito de la Wii U, los analistas esperaban que Nintendo reconociera su posición vulnerable en el mercado de los videojuegos mientras desarrollaba su próxima consola, creyendo que la compañía encontraría una manera de volver al mercado de los jugadores más expertos. Por el contrario, la promoción inicial de la Switch parecía apelar a una audiencia entre el mercado de los jugadores expertos y los casuales, los últimos siendo usuarios de juegos de móviles que querrían una experiencia más enriquecedora que no implique tantas horas de su tiempo, según The New York Times. Los analistas estaban inseguros sobre si existía un mercado el suficientemente grande como para justificar la Switch. Otras preocupaciones sobre el anuncio de la Switch estaban relacionados con detalles todavía para confirmar que podrían hacer grande o destrozar el sistema, como su precio comercial, si la consola tiene pantalla táctil, su batería y el tipo de juegos que los aliados de desarrollo traerían a la consola. El precio de bolsa de la compañía, que subió un 4 % el día antes del anuncio anticipado de la Switch, cayó un 7% el día siguiente debido a estos errores. Dicho esto, el analista de investigación de bolsa John Taylor expresó su opinión sobre si Nintendo "marcó un montón de cajas [con la Switch]". Taylor también aprobó la decisión de la compañía de introducir la consola después del mercado de Navidades, cuando Microsoft y Sony probarían de atraer a los jugadores casuales a sus consolas. Rob Fahey, escribiendo para Gamesindustry.biz, vio que dentro de Japón, muchos adultos jóvenes no cuentan con una televisión de alta definición, lo que ha afectado las ventas de consolas recientes como la PlayStation 4, y que la Switch sería un producto atractivo para este público.
Siguiendo la presentación técnica de la Switch en enero de 2017, el precio de bolsa de Nintendo cayó más del 5 % el día siguiente, con un análisis diciendo que los mercados estaban preocupados sobre si la Switch atraería nuevos jugadores fuera del grupo de fanes predeterminados de Nintendo. Otra preocupación de los analistas recaía en que el precio de $299,99 de la Switch era superior a los $250 esperados; estos analistas observaron que el precio es parecido a los de las consolas actuales Xbox One y PlayStation 4, pero la Switch no parecía ser tan poderosa como estas. Algunos también señalaron los pocos títulos de juegos de lanzamiento como una preocupación, con el éxito de la Switch que tendrá que ser determinado por la recepción crítica de 1-2-Switch, un título de lanzamiento clave destinado a enseñar la tecnología de los Joy-Con. Otros analistas fueron más optimistas, diciendo que el precio más alto y la suscripción de pago en el modo en línea harían distinguir la Switch como un sistema más robusto comparado con las anteriores consolas de Nintendo, y que seguramente venderá más que la Wii U, con The Legend of Zelda: Breath of the Wild siendo el juego "vende-consolas" clave. Algunos agregaron que la consola sirve como agujero apropiado en cuanto a hardware por aquellos que quieren jugabilidad más compleja que no puede ser ofrecida en la industria de los videojuegos para móviles y de sobremesa pero no tienen la necesidad de comprar una consola más poderosa y "de caja". Muchos analistas estuvieron de acuerdo en que el éxito de la Switch depende del apoyo de Nintendo y que eviten errores que la compañía hizo cuando promovió la Wii U.
Desarrolladores de videojuegos han sido más positivos con la Switch, viendo la consola como "una experiencia más unificadora entre sus divisiones de portátil y consola", pero han expresado preocupación sobre las especificaciones de hardware sin responder" y como Nintendo señalará la consola porque trabajen los desarrolladores. Cerca de la mitad de 4.500 desarrolladores entrevistados en una encuesta de enero de 2017 creyeron que la Switch vendería más que la Wii U. El director de gestión de Ubisoft Xavier Poix vio que, al contrario que con la Wii U, Nintendo ha demostrado un claro concepto de continuidad activa, diciendo que "la manera en que cambia no viene necesariamente de los mandos, porque también estaban con la Wii U... sino en la manera que es portátil". Siguiendo el video de revelación de octubre de 2016, Phil Spencer, el director de la división Xbox de Microsoft, fue cuestionado sobre sus opiniones sobre la Nintendo Switch, y contestó diciendo que estaba impresionado con la habilidad de Nintendo de "establecer una división atrevida y crear un producto que traiga a esta visión". El director de marketing de videojuegos de Xbox, Aaron Greenberg, también elogió a Nintendo por la inauguración.
El tráiler de octubre de 2016 aconteció el video más visto del canal de YouTube de Nintendo of America en sus primeras 24 horas, y fue video destacado en YouTube por un día. Los editores de Engadget fueron generalmente impresionados con la Switch cuando se reveló, viéndola como un puente entre las consolas de sobremesa con los dispositivos portátiles, experimento que probó antes con la conexión de juegos entre la 3DS y la Wii U. Los editores potencialmente veían la Switch como una consola de sobremesa y portátil unificada, pensada para ser el segundo dispositivo de un jugador de consola donde el jugador no necesita invertir tiempo al poner y jugar a muchos juegos de consola. Un redactor expresó preocupaciones sobre la durabilidad del hardware dada su naturaleza modular. El vendedor GameStop señaló también que creían que la Switch transformaría el mercado, y el CEO Paul Reinas dijo que la compañía cree que la Switch será otro "cambiador de las reglas del juego de los videojuegos" y que "expandiría el público para jugar". La marca de analistas DFC Intelligence estima que mientras la Switch podría tener un pobre inicio comercial debido a los existentes temores del consumidor sobre Nintendo, pero esto se podría haber superado a finales de 2017 y las ventas de la consola irían alrededor de los 40 millones en 2020.
El lanzamiento de Nintendo Switch en todos los territorios del globo el 3 de marzo de 2017 ha sido muy positivo, uno de los estrenos de consolas "más fuerte y exitoso en los últimos años" para la cadena de tiendas norteamericana GameStop. Nintendo Switch ha batido récords de ventas en sus primeros días a la venta en varios países del mundo: en Norteamérica, según ha confirmado Reggie Fils-Aime al diario The New York Times, ha sido la consola mejor vendida en la historia de Nintendo en sus dos primeros días a la venta Nintendo Switch también ha tenido una recepción muy positiva en Europa: según la filial de la compañía en esta región, la nueva consola es la más vendida de la historia de Nintendo en su primer fin de semana. Se han dado a conocer cifras del primer fin de semana en países como Reino Unido, donde se han alcanzado las 80 000 unidades vendidas o Francia, con 105 000 consolas. En el caso de España, Nintendo Switch ha vendido un total de 45 000 unidades en su lanzamiento, marcando el mejor estreno de una consola en el país, superando a PlayStation 4, con 37 000 unidades.